# Guerra del Vietnam
La guerra del Vietnam (in inglese Vietnam War, in vietnamita Kháng chiến chống Mỹ, "Guerra di resistenza contro gli Stati Uniti" o Chiến Tranh Chống Mỹ Cứu Nước, lett. "guerra contro gli statunitensi per salvare la nazione") fu un conflitto armato combattuto in Vietnam (all'epoca diviso tra il Vietnam del Nord sotto influenza sino-sovietica, e il Vietnam del Sud, alleato degli Stati Uniti e altre forze occidentali) tra il 1º novembre 1955 e il 30 aprile 1975 e che si concluse con la caduta del governo del Vietnam del Sud e la riunificazione politica di tutto il territorio sotto la dirigenza di Hanoi.
Il conflitto si svolse prevalentemente nel territorio del Vietnam del Sud tra le forze insurrezionali filocomuniste  e quelle governative del Paese, sorto dopo la conferenza di Ginevra del 1954 e l'indipendenza dalla Francia.
L'escalation del conflitto vide il successivo diretto coinvolgimento degli Stati Uniti, che a partire dal 1965 inviarono contingenti sempre più ampi di armi e militari in sostegno del Vietnam del Sud fino ad arrivare a un picco di circa 550000 effettivi nel 1969.
A dispetto di tale dispiegamento, il Sud e i suoi alleati non riuscirono a conseguire la vittoria politico-militare, anche per via del più rapido sostegno garantito via terra al Nord da Cina e URSS; al contrario, gli Stati Uniti subirono pesanti perdite, finendo per disimpegnarsi dal conflitto a partire dal 1973.
In appoggio alle forze statunitensi parteciparono anche contingenti inviati da Corea del Sud, Thailandia, Australia, Nuova Zelanda e Filippine. Sull'altro versante, intervenne direttamente in aiuto delle forze filocomuniste dell'FLN (definite Viet Cong dalle autorità statunitensi e sudvietnamite) l'esercito regolare del Vietnam del Nord, che infiltrò, a partire dal 1964, truppe sempre più numerose nel territorio del Vietnam del Sud, impegnandosi in duri combattimenti contro le forze statunitensi nel corso di offensive culminate nella campagna di Ho Chi Minh nel 1975.
Essa non fu un conflitto formalmente dichiarato tra potenze sovrane: poté essere descritta come un'azione di livello minore o di differente natura, continuando la tendenza seguita dalla fine del secondo conflitto mondiale di proiettare il termine "guerra" in un nuovo contesto, come per la guerra di Corea, che venne definita come un'"azione di polizia" sotto la supervisione dell'Organizzazione delle Nazioni Unite. La guerra del Vietnam non interessò soltanto il territorio del Paese asiatico, ma coinvolse progressivamente il Laos (ufficialmente neutrale, ma in realtà oggetto di operazioni belliche segrete statunitensi e di infiltrazioni continue di truppe nordvietnamite) e la Cambogia, interessata massicciamente da attacchi aerei e terrestri americani (1969-1970) e infine invasa dalle forze nordvietnamite in appoggio alla guerriglia degli Khmer rossi. Anche lo stesso Vietnam del Nord venne ripetutamente colpito da pesanti e continui bombardamenti degli aerei statunitensi (dal 1964 al 1968 ed ancora nel 1972), sferrati per indebolire le capacità militari nordvietnamite e per frantumare la volontà politica del governo di Hanoi di continuare la lotta insurrezionale al sud. La guerra ebbe fine il 30 aprile 1975, con la caduta di Saigon, in cui gli Stati Uniti subirono la prima vera sconfitta politico-militare della propria storia, e dovettero accettare il totale fallimento dei loro obiettivi politici e diplomatici.

## Il contesto storico

### La guerra d'Indocina e la conferenza di Ginevra
Il tentativo della Francia di riprendere possesso dei vecchi territori coloniali dopo l'occupazione giapponese dell'Indocina durante la seconda guerra mondiale aveva provocato la dura resistenza del movimento nazionalista Viet Minh, strettamente legato alle potenze cinese e sovietica e guidato da un capo notevole: Ho Chi Minh.. La guerra fu combattuta ostinatamente dalla Francia e si concluse con una sconfitta di quest'ultima, malgrado il notevole impegno militare e il crescente supporto logistico e finanziario concesso dagli Stati Uniti d'America secondo la teoria politica della dottrina Truman, volta al "contenimento" della «infezione comunista» ovunque nel mondo, anche quando mascherata da movimento indipendentista e nazionalista; la battaglia di Ðiện Biên Phủ, combattuta fra il 13 marzo e il 7 maggio 1954, sancì la sconfitta definitiva delle forze francesi, facendo guadagnare enorme prestigio al generale Võ Nguyên Giáp e al movimento Việt Minh.
Al termine del conflitto Stati Uniti, Cina, Unione Sovietica e Regno Unito discussero della questione indocinese alla conferenza di pace di Ginevra, che si concluse il 21 luglio 1954 in modo insoddisfacente per il movimento Viet Minh (anche a causa della tendenza al compromesso da parte di Cina e Unione Sovietica): la penisola indocinese fu, infatti, divisa nei quattro stati indipendenti di Laos, Cambogia, Vietnam del Nord e Vietnam del Sud, questi ultimi separati lungo il 17º parallelo; nel Vietnam del Nord si costituì una repubblica popolare comunista guidata da Ho Chi Minh e dal movimento Viet Minh (con capitale Hanoi), strettamente legata alla Cina e all'Unione Sovietica, mentre nel Vietnam del Sud si instaurò il governo autoritario del presidente cattolico Ngô Đình Diệm (con capitale Saigon), appoggiato economicamente e militarmente dagli Stati Uniti.
Gli accordi di Ginevra, nel luglio 1954, specificavano la provvisorietà di questa soluzione, in attesa di libere elezioni volte ad unificare la nazione, da tenersi entro luglio 1956, ma queste elezioni non si sarebbero mai svolte; Diệm era ancora debole politicamente nel Sud e quindi rifiutò di organizzare le elezioni, affermando che, a causa del potere comunista a Nord, non avrebbero potuto essere "assolutamente libere" e preferì indire una consultazione popolare per stabilire se lo Stato dovesse essere una monarchia con Bảo Đại come imperatore o una repubblica con Diệm stesso come presidente. Nell'ottobre 1955 Diệm promosse quindi un referendum per stabilire il futuro assetto istituzionale del paese: la consultazione venne controllata e manipolata da Diệm che in questo modo riuscì a far abolire la monarchia e a deporre Bảo Đại, senza spargimenti di sangue. Il 26 ottobre Diệm, grazie al supporto dei servizi segreti statunitensi e forte del 98% dei voti, si autonominò primo presidente della neo-proclamata Repubblica del Vietnam del Sud; il suo governo venne subito appoggiato dall'amministrazione del presidente statunitense Dwight D. Eisenhower.
Il governo Diệm, con l'aiuto del capo della missione militare statunitense e agente della CIA Edward Lansdale, si rafforzò nei primi anni dopo la sua costituzione grazie al successo propagandistico ottenuto con l'afflusso di quasi un milione di vietnamiti, principalmente della minoranza cattolica, emigrati a sud dopo aver abbandonato il nord comunista (cosiddetta operazione "Passage to Freedom", orchestrata dagli statunitensi), ma anche grazie a un'energica politica di repressione delle forze Viet Minh rimaste al sud e a un'efficace lotta contro le società segrete che cercavano di minare l'autorità governativa. Profondamente ostile a Ho Chi Minh e al governo comunista nordvietnamita, Diệm (non privo di qualità e personalmente incorruttibile), sostenuto dagli statunitensi che incrementavano gli aiuti economico-militari e rafforzavano il loro contingente di consiglieri militari, rifiutò di far tenere le elezioni generali previste per il 1956, che avrebbero potuto favorire l'influenza comunista sul governo del Sud. Il governo comunista di Ho Chi Minh inizialmente mantenne un atteggiamento prudente (sollecitato in questo senso anche da Cina e Unione Sovietica) in attesa delle previste elezioni generali da cui ci si attendevano risultati favorevoli, nonostante il rovinoso fallimento della sua riforma agricola di stampo collettivistico, che gli aveva alienato molte delle simpatie guadagnate con la lotta indipendentistica.

### Inizio dell'insurrezione nel Vietnam del Sud

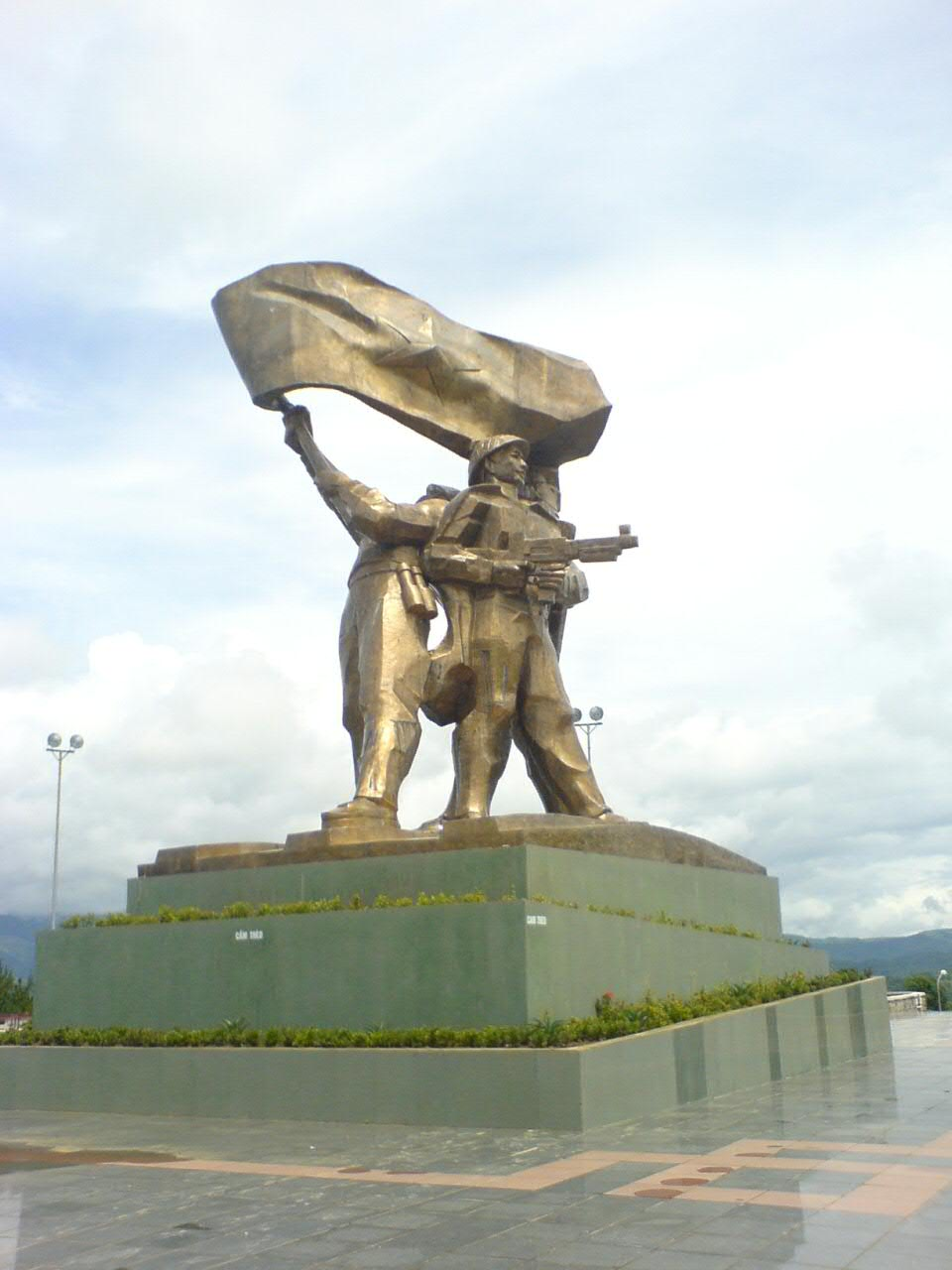
Monumento vietnamita eretto in ricordo della vittoriosa battaglia di Dien Bien Phu

Di fronte all'ostilità di Diệm e all'aggressività delle forze militari sudvietnamite contro i nuclei vietminh ancora presenti a sud, la dirigenza di Hanoi (sotto l'impulso principalmente di Lê Duẩn) decise, all'inizio del 1957, di riprendere la lotta rivoluzionaria contro il governo di Saigon, organizzando alcune decine di gruppi armati principalmente nelle aree impenetrabili del delta del Mekong. Nel corso del 1957 i guerriglieri filocomunisti (il Khang Chien, la resistenza, nella terminologia delle forze insurrezionali) uccisero oltre 400 funzionari governativi e iniziarono a minare l'autorità del governo di Diệm in molte aree contadine, mentre le truppe nordvietnamite invadevano Laos e Cambogia.
Negli anni successivi, la situazione nel Vietnam del Sud peggiorò continuamente, in primo luogo per i gravi errori politici ed economici del governo di Diệm: le autorità imposero tasse ai contadini e organizzarono il rovinoso esperimento dei cosiddetti "villaggi strategici" (agrovilles o Khu Tru mat), che, ideato e voluto dagli statunitensi per isolare la guerriglia dalle popolazioni, provocò in realtà enormi proteste nelle campagne e sconvolse il tradizionale ambiente sociale delle risaie del Vietnam del Sud. La diffusa corruzione nelle campagne e tra le autorità amministrative minò il prestigio del governo e favorì la propaganda e il proselitismo delle forze guerrigliere tra le popolazioni contadine, spesso vittime degli abusi dei funzionari governativi. Diệm, inoltre, accentuò ancor più gli elementi autoritari del suo governo (dominato da personaggi appartenenti al suo ampio nucleo di familiari, tra cui il fratello Ngô Đình Nhu e la cognata Madame Nhu), schiacciando le opposizioni e limitando la libertà di stampa e di critica, alienandosi in questo modo una buona parte degli elementi nazionalisti inizialmente a lui favorevoli. Sorsero, quindi, i primi gruppi di opposizione interna e furono ordite le prime trame volte a organizzare una congiura tra i militari e i funzionari allo scopo di destituire Diệm.
Parallelamente all'indebolimento del governo di Diệm, nonostante i crescenti sostegni politici, economici e militari delle autorità statunitensi, il movimento guerrigliero conobbe una costante crescita numerica e organizzativa. Nel maggio 1959 i politici di Hanoi crearono l'"Unità 559", incaricata di ingrandire e potenziare l'impervia strada bordeggiante il Laos e la Cambogia, su cui far transitare uomini, rifornimenti e mezzi per rafforzare le forze insurrezionali (il cosiddetto "sentiero di Ho Chi Minh"). Sempre nel 1959 giunsero le prime precise direttive dal governo di Hanoi per l'organizzazione di una "lotta armata", limitata al Vietnam del Sud, allo scopo di indebolire politicamente il regime di Diệm. Gli attacchi e gli attentati terroristici si moltiplicarono: i funzionari uccisi passarono dai 1200 del 1958 ai 4 000 del 1960.
Infine, nel dicembre 1960 venne annunciata la costituzione di un "Fronte di Liberazione Nazionale" (FLN) raggruppante non solo le forze di resistenza comunista, ma anche altri elementi in opposizione al regime di Diệm: capo formale del FLN era Nguyễn Hữu Thọ, personaggio indipendente di scarso potere politico, mentre un ruolo pubblico di rilievo veniva esercitato dalla signora Nguyễn Thị Bình (futuro ministro degli esteri del "Governo Rivoluzionario Provvisorio del Vietnam del Sud" - GRP - costituito formalmente dalle forze insurrezionali nel giugno 1969 con presidente Huỳnh Tấn Phát); in realtà il FLN era dominato dalle forze comuniste, che seguivano le direttive di Hanoi ed erano guidate da abili comandanti come Nguyễn Chí Thanh, Trần Văn Trà e Trần Độ, la cui identità rimase celata fino a dopo la guerra. Gli elementi fondamentali del Fronte furono sempre il Partito Popolare Rivoluzionario (comunista) e l'Esercito di Liberazione (dominato sempre da dirigenti comunisti). Da quel momento il FLN (definito spregiativamente Viet Cong - vietnamita rosso - dal governo di Diệm e dagli statunitensi) avrebbe ulteriormente incrementato l'intensità della lotta, passando alla guerriglia e anche alla guerra aperta contro le forze militari corrotte e poco efficienti del regime sudvietnamita.

## L'attività statunitense dal 1962 al 1965

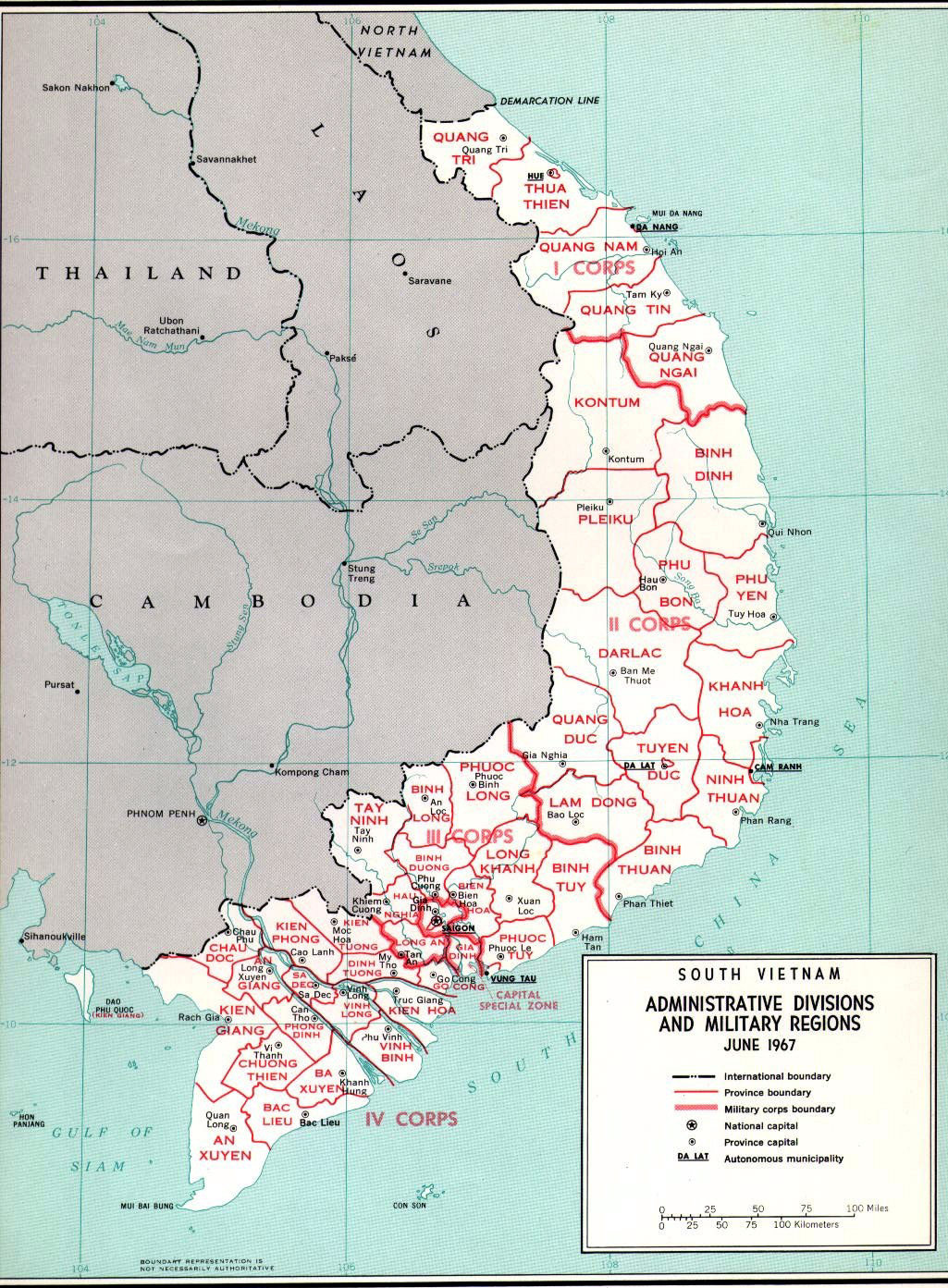
Carta del Vietnam del Sud con la suddivisione nelle varie province

Il coinvolgimento degli Stati Uniti nella guerra fu graduale, con personale militare che arrivò in Vietnam già nel 1950 per aiutare i francesi. Durante la presidenza di Dwight D. Eisenhower, l'8 luglio 1959 il maggiore Dale Richard Buis e il sergente Chester Melvin Ovnand, inviati insieme a circa 700 consiglieri militari presenti in Vietnam del Sud, furono uccisi durante un attacco di guerriglieri Viet Cong alla base aerea di Bien Hoa; essi furono i primi caduti statunitensi della guerra in Vietnam.
La presidenza di John Fitzgerald Kennedy, su consiglio di Eisenhower e dopo numerose discussioni e pareri ampiamente contrastanti, e nonostante i timori circa il pericolo di una guerra estesa in Asia con il possibile coinvolgimento della Cina, organizzò dapprima tra le grandi potenze una seconda conferenza di Ginevra con la quale fu sancita nel luglio 1962 la neutralità del Laos (che divenne in seguito oggetto di interventi segreti delle forze americane e di infiltrazioni nordvietnamite) e decise poi di potenziare la missione militare in Vietnam del Sud, con un notevole incremento di consiglieri militari e con l'afflusso di reparti di forze speciali per organizzare la lotta contro insurrezionale secondo le nuove dottrine belliche sviluppate dal Pentagono. Già nel biennio 1962 - 1963 erano iniziati i voli di elicotteri e aerei statunitensi impegnati ad irrorare con sostanze chimiche - tra cui il defoliante "Agente Arancio" - la giungla del Vietnam del Sud al fine di colpire la guerriglia ed i vietcong e di impedire i rifornimenti a questi ultimi.

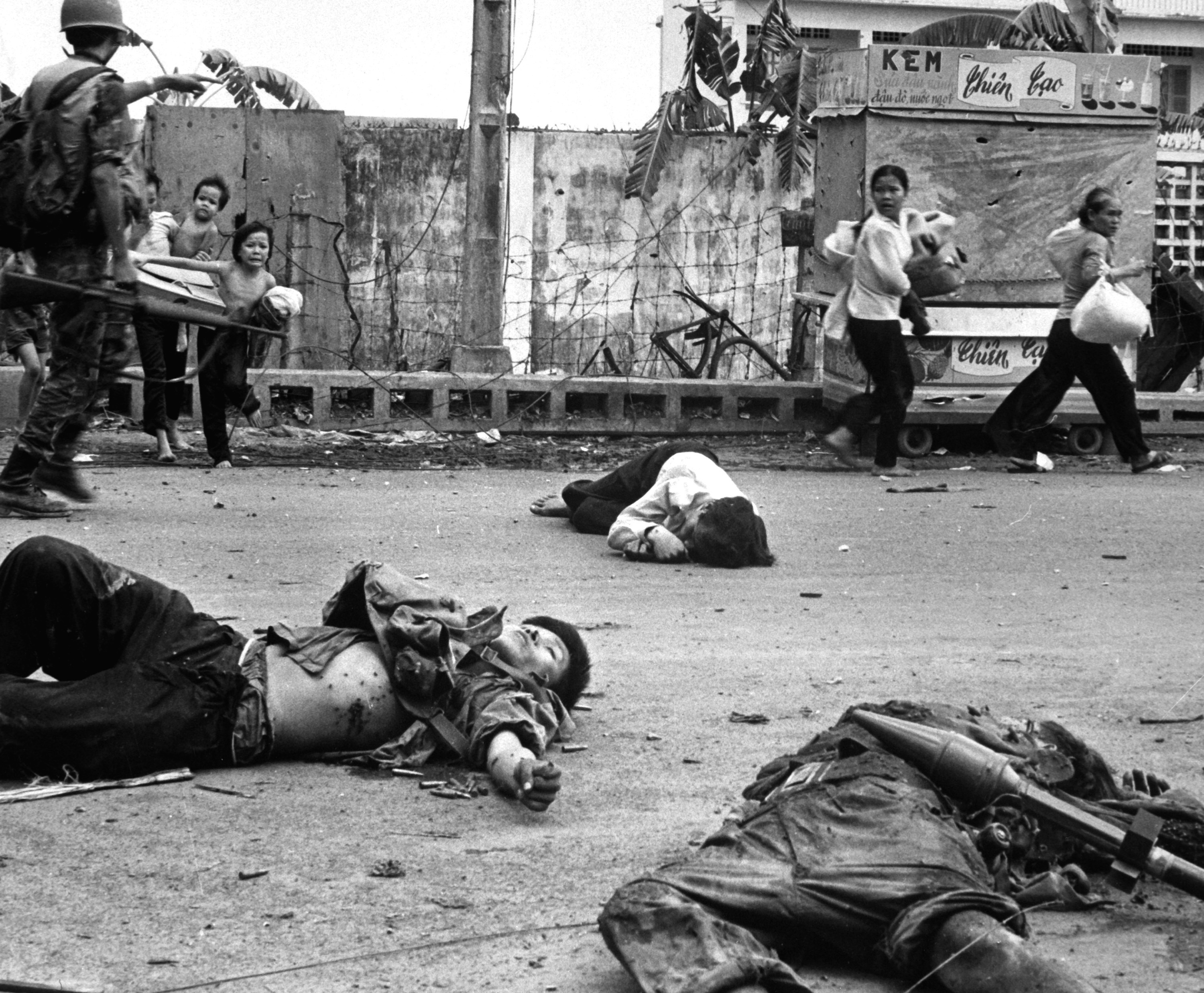
Caduti Viet Cong

Nella terminologia statunitense dell'epoca, si parlò di "aggressione" delle forze comuniste del Vietnam del Nord, sulla base di direttive concrete dei due giganti Cina e Unione Sovietica, al libero e democratico stato del Vietnam del Sud (aggressione considerata naturalmente solo come il primo passo della teoria del domino in tutto il Sud-est asiatico e forse nel Pacifico); in tal modo l'intervento militare statunitense poté essere definito dalla propaganda come un "nobile impegno" per aiutare il governo sudvietnamita. Anche se la guerra del Vietnam fu dipinta dalla propaganda statunitense come lo sforzo di una coalizione di stati democratici in lotta contro la sovversione comunista, la gran parte delle nazioni coinvolte a fianco del Vietnam del Sud mandò pro forma solo contingenti simbolici, per onorare gli obblighi con gli Stati Uniti previsti dai patti di mutua difesa della SEATO. Il più significativo di essi fu senza dubbio il contingente della Corea del Sud, che arrivò a contare ben 48 000 soldati, combattivi e particolarmente temuti; a seguire, subito dopo, l'Australia (7 000 combattenti al 1967), la Thailandia (una divisione nel 1968), le Filippine (2 000 uomini al 1966), Taiwan (altri 2 000 uomini) e la Nuova Zelanda (552).

### Le presidenze Kennedy, Johnson e il colpo di Stato nel Vietnam del Sud
(John Fitzgerald Kennedy al direttore del New York Times, James Reston, nel giugno 1961)
La politica delineata da John Fitzgerald Kennedy nella campagna per la presidenza del 1960 riteneva indispensabile, di fronte all'indebolimento della posizione statunitense a livello mondiale e dopo lo smacco di Cuba, una dimostrazione di potenza politico-militare nel Sud-est asiatico, ritenuto un banco di prova della determinazione americana a sostenere la lotta contro la sovversione comunista.
Operazioni di spionaggio-sabotaggio da parte degli USA sul territorio nordvietnamita erano già in corso dal 1961.
Alla metà del 1962 il numero dei consiglieri militari americani era già salito a 12 000 uomini, spesso impegnati in modo diretto nelle operazioni antiguerriglia, con 31 caduti, mentre già nel febbraio 1962 venne costituito un grande comando combinato in Vietnam, il MACV (Military Assistance Command, Vietnam) comandato inizialmente dal generale Paul Harkins e poi, nel giugno 1964, dal generale William Westmoreland.
Con la presidenza di John Fitzgerald Kennedy, contemporaneamente all'incremento del numero dei consiglieri, si moltiplicarono le covert operations, non divulgate ufficialmente per mascherare il coinvolgimento statunitense, finalizzato a minare la compattezza del Vietnam del Nord e a bloccare il suo sostegno alla lotta insurrezionale nel Sud.

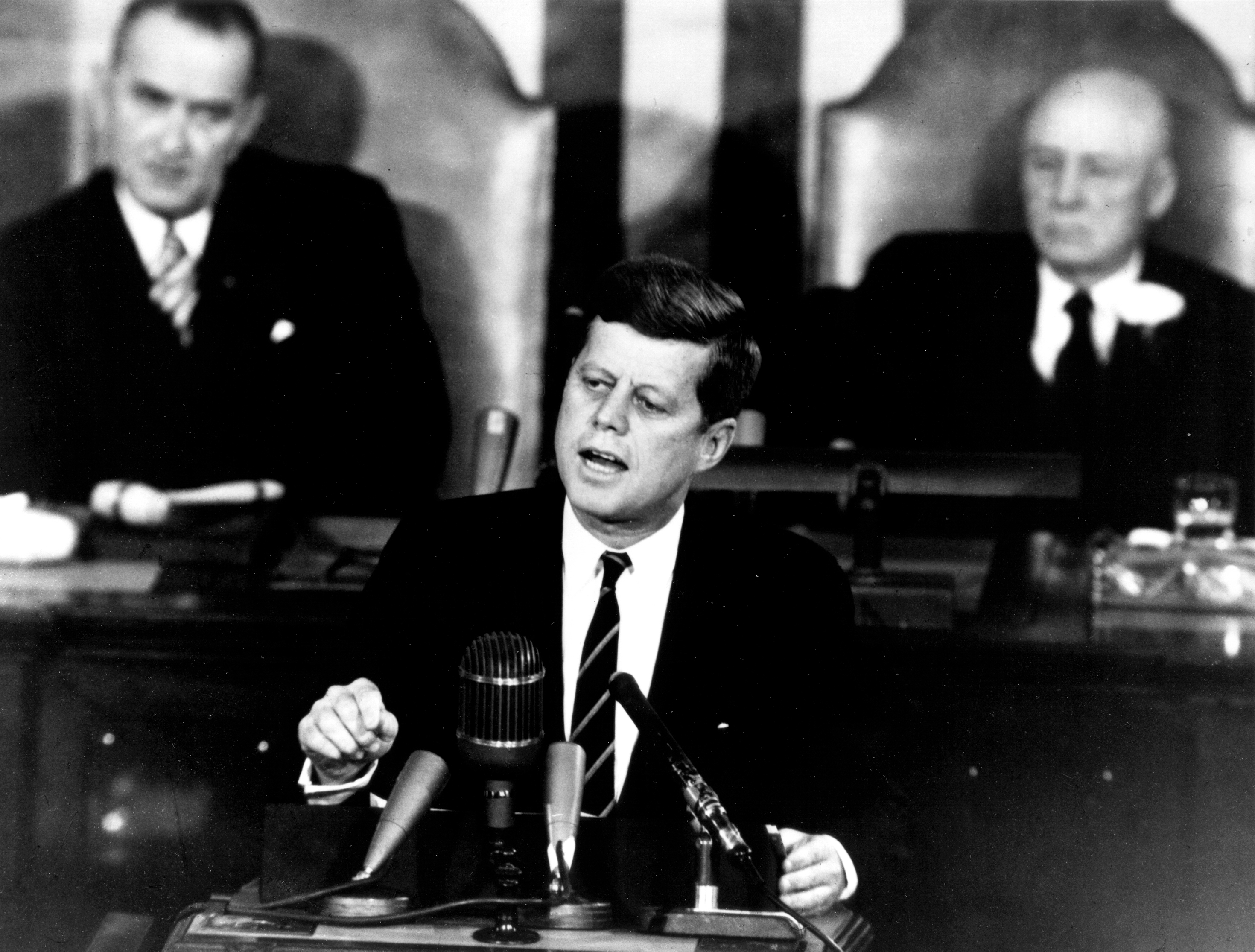
Il presidente Kennedy diede inizio fin dal 1961 al potenziamento dell'intervento statunitense in Vietnam

Gli sforzi del presidente Kennedy erano diretti a rafforzare economicamente, politicamente e militarmente il regime del Sud, auspicandone la trasformazione in un fiorente stato democratico in grado di fronteggiare la sfida del movimento guerrigliero Viet Cong. L'aiuto al Sud venne spesso concesso a patto che il governo locale attuasse determinate riforme politiche. Ben presto i consiglieri del governo statunitense giocarono un ruolo determinante, influenzando a ogni livello il governo sudvietnamita. In realtà il governo di Diệm, durante gli anni della presidenza Kennedy, scivolò pericolosamente sempre più verso l'autoritarismo e la corruzione; la struttura amministrativa si indebolì, le campagne, sempre più ostili (anche a causa dell'inviso programma di "villaggi strategici"), furono profondamente infiltrate dal movimento insurrezionale, la lotta contro i Viet Cong fu costellata da umilianti fallimenti nonostante l'aiuto americano (come la clamorosa sconfitta di Ap Bac del gennaio 1963); all'interno lo spiccato nepotismo di Diệm e il suo favoritismo nei confronti della minoranza cattolica scatenarono violente proteste, culminate in clamorose manifestazioni autodistruttive durante la crisi buddista del Vietnam, che scatenarono a loro volta la violenta reazione governativa.
Il pomeriggio del 17 giugno 1963 Ho Chi Mihn riunì il comitato centrale del partito comunista nordvietnamita, informandolo delle trattative in corso con gli Stati Uniti e chiedendo che la nazione si preparasse a una lunga guerra. Concluse dicendo:
«McNamara ci ha intimato di smettere di appoggiare la guerriglia comunista sudvietnamita, altrimenti riceveremo più bombe di quante non ne abbiano avute Italia, Germania, Giappone e Corea del Nord messi assieme e questo solo perché gli abbiamo chiesto - se egli si fosse trovato nei nostri panni - se avrebbe accettato un diktat di uno stato straniero che gli vietasse la riunificazione generale. Ebbene, io lo ammonisco che la guerra che verrà sarà dura e che io potrò perdere anche mille uomini per ogni soldato americano caduto, ma l'esito sarà ugualmente quello da me atteso, perché noi vinceremo la guerra e gli Stati Uniti la perderanno».

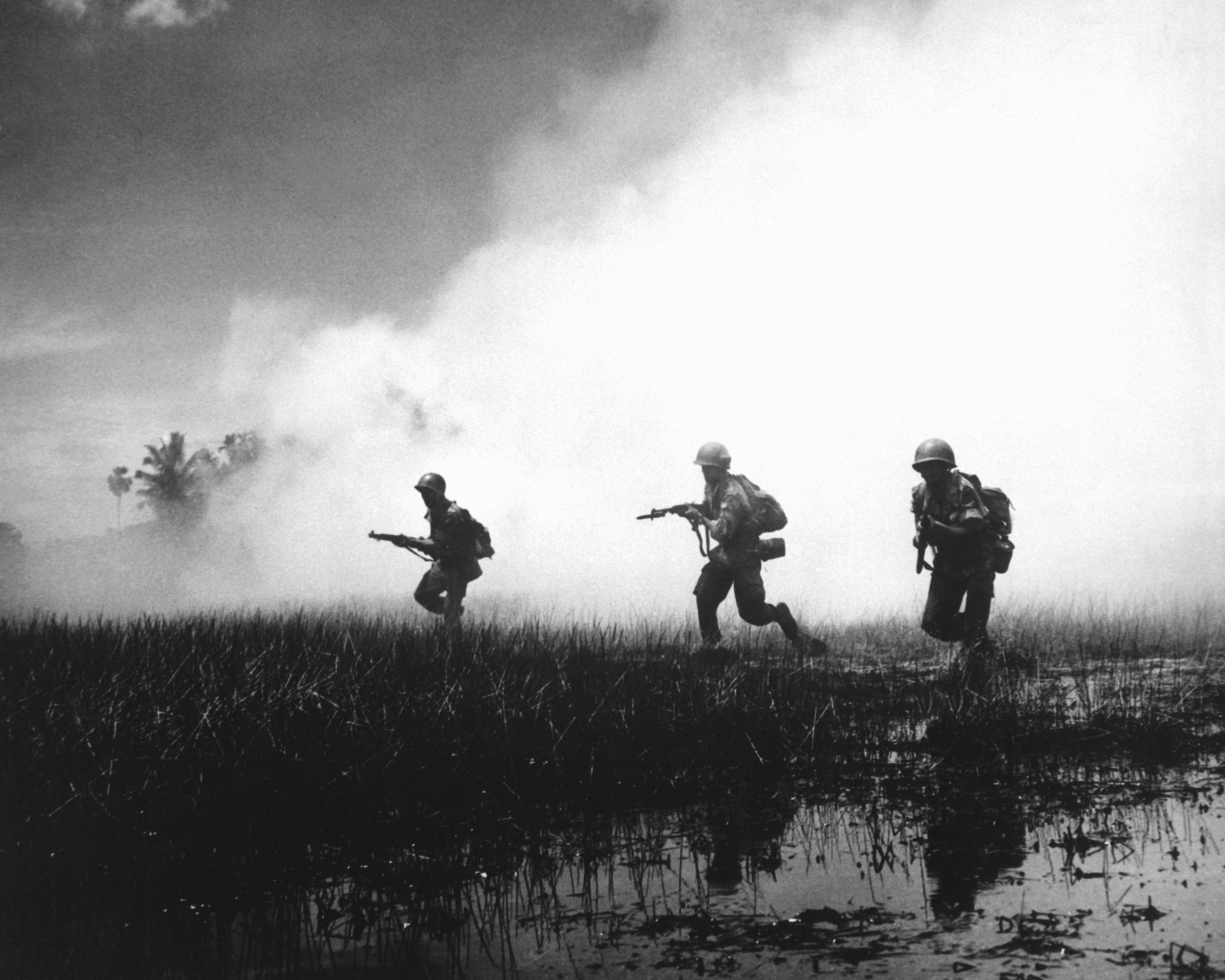
Soldati del Vietnam del Sud sul campo di battaglia nel 1961

Il costante deterioramento della situazione politica e militare nel Vietnam del Sud e il dispotismo di Diệm stavano provocando grandi discussioni tra i dirigenti americani dell'amministrazione Kennedy; si parlò della necessità di riformare il governo sudvietnamita, sacrificando all'occorrenza anche lo stesso Diệm, ritenuto inetto e ostinato. I funzionari americani dell'ambasciata, guidati dall'ambasciatore statunitense Henry Cabot Lodge Jr., e alcuni inviati speciali presero i primi accordi con alcuni capi militari sudvietnamiti per un eventuale colpo di Stato.

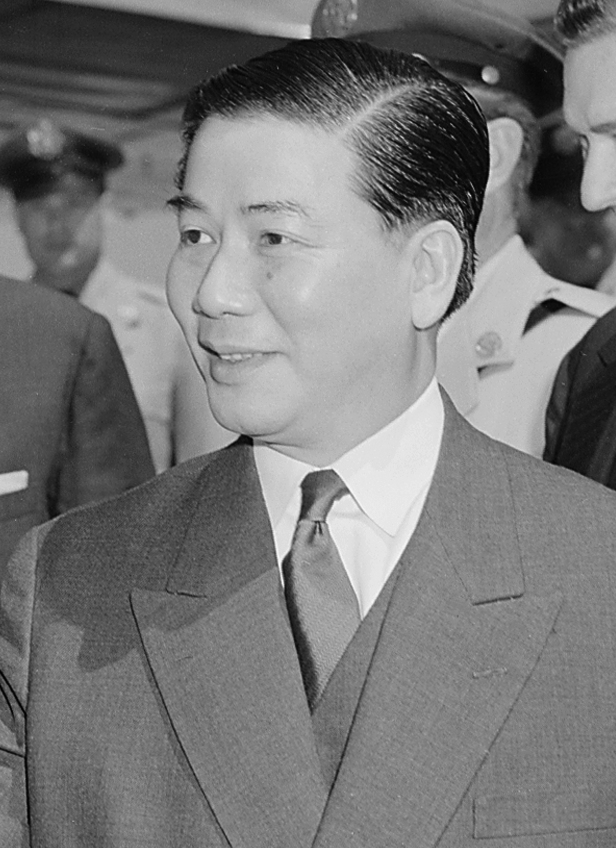
Il presidente del Vietnam del Sud Ngô Đình Diệm fu assassinato nel 1963 durante un colpo di Stato militare appoggiato dagli statunitensi

Alcuni generali sudvietnamiti, apparentemente sollecitati dal personale dell'ambasciata americana e aiutati dall'ex agente segreto Lucien Conein, organizzarono quindi un colpo di stato, rovesciando e uccidendo Diệm e il fratello Nhu il 1º novembre 1963. Non è del tutto chiaro il ruolo di Kennedy e dei massimi dirigenti dell'amministrazione americana in questa macchinazione per rovesciare Diệm. Ben lontana dall'unire e rafforzare la nazione sotto la nuova leadership, la morte di Diệm rese il sud ancor più instabile. I nuovi governanti militari (prima il generale Dương Văn Minh, poi il generale Nguyễn Khánh nel 1964 e infine la coppia Nguyễn Cao Kỳ - Nguyễn Văn Thiệu nel 1967) erano poco esperti di questioni politiche ed erano ancora più corrotti e inefficienti dell'amministrazione Diệm. La lotta contro i Viet Cong diede risultati sempre più disastrosi e l'autorità centrale perse ulteriore prestigio e potere, con grande irritazione e sconcerto dei dirigenti americani e dei sempre più numerosi consiglieri politici e militari inviati sul posto per salvare una situazione seriamente compromessa. Tre settimane dopo la morte di Diệm e l'assassinio di John Fitzgerald Kennedy, la nuova presidenza di Lyndon B. Johnson si dimostrò favorevole all'impegno statunitense in Indocina, confermando fin dal 24 novembre 1963 che gli Stati Uniti intendevano continuare ad appoggiare il Vietnam del Sud, militarmente ed economicamente, nonostante non fosse privo di dubbi e incertezze sull'esito finale dell'impresa. Nonostante l'attività statunitense, le azioni dei guerriglieri Viet Cong furono pressoché continue, realizzandosi anche in alcuni attentati di particolare rilevanza, come il bombardamento del Brinks Hotel di Saigon nel 1964 e l'attentato alla vecchia ambasciata americana di Saigon nel 1965.

### L'incidente del golfo del Tonchino
Johnson non aveva fatto parte della cerchia ristretta dei collaboratori di Kennedy e quindi era stato spesso escluso dalle decisioni fondamentali riguardo al Vietnam; inoltre non era stato coinvolto nel colpo di Stato contro Diệm (in una visita ufficiale in quel paese, in precedenza aveva definito retoricamente il presidente sudvietnamita "il Churchill del sud-est asiatico"). Egli assunse pienamente la responsabilità della guerra, pur organizzando continue riunioni e missioni speciali dei suoi collaboratori sul posto, alla ricerca di nuove soluzioni e di risultati positivi, principalmente per il timore di apparire "debole" con i comunisti e, quindi, rischiare di essere attaccato dai politici di destra, che avrebbero potuto mettere in pericolo il suo grandioso piano di riforme sociali (il progetto della Great Society); inoltre contava di riuscire a circoscrivere l'impegno statunitense e di poter controllare l'attivismo e l'interventismo dei militari. Al contrario, diede inizio a una catena di eventi che lo avrebbero lentamente coinvolto sempre più nel "pantano" indocinese.

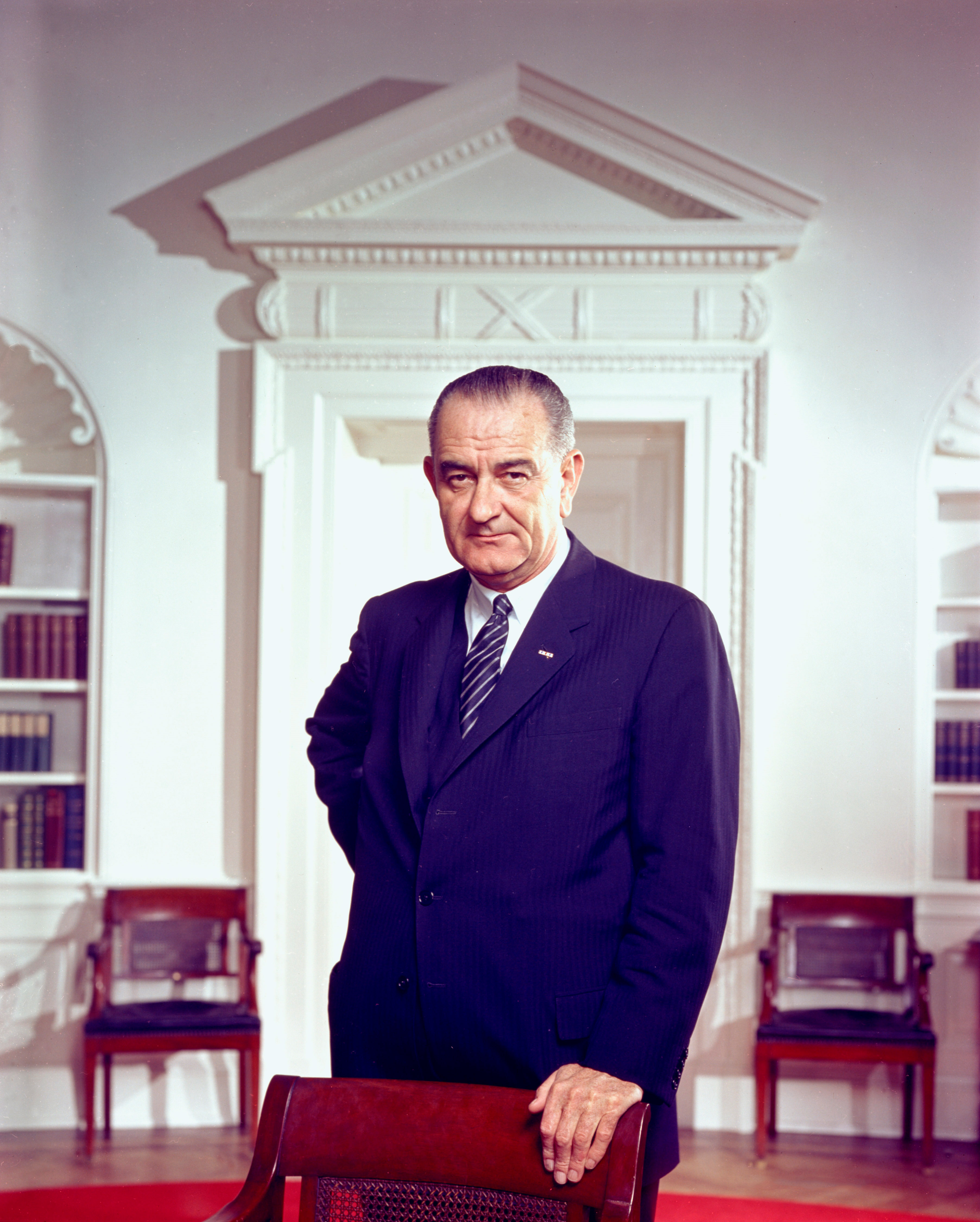
Il presidente degli Stati Uniti Lyndon B. Johnson

Johnson alzò ulteriormente il livello del coinvolgimento statunitense già il 27 luglio 1964, quando altri 5 000 consiglieri militari vennero inviati nel Vietnam del Sud, il che portò il numero totale di forze statunitensi in Vietnam a 21 000. Inoltre sorse a questo punto il problema della necessità di un documento legislativo che autorizzasse il presidente a sviluppare e potenziare a discrezione la politica di intervento militare, sollecitata continuamente dai suoi consiglieri più influenti (il segretario della Difesa Robert McNamara, l'ambasciatore Maxwell Taylor, il generale Westmoreland, McGeorge Bundy e Walt Rostow). Eventi confusi verificatisi nel golfo del Tonchino nell'estate 1964 diedero il pretesto per ottenere il mandato del Congresso degli Stati Uniti d'America necessario al presidente.
Nel quadro del cosiddetto "programma DeSoto", che prevedeva operazioni segrete e incursioni terrestri e navali da parte di reparti sudvietnamiti e statunitensi nel territorio del Vietnam del Nord, il 31 luglio 1964 alcune unità navali statunitensi (il cacciatorpediniere USS Maddox e la portaerei USS Ticonderoga) furono coinvolte in un primo scontro con torpediniere nordvietnamite. Ben coscienti del rischio di queste missioni di dubbia legalità internazionale, i dirigenti statunitensi autorizzarono una seconda missione in acque nordvietnamite da parte del Maddox, ora affiancato anche dal USS C. Turner Joy.

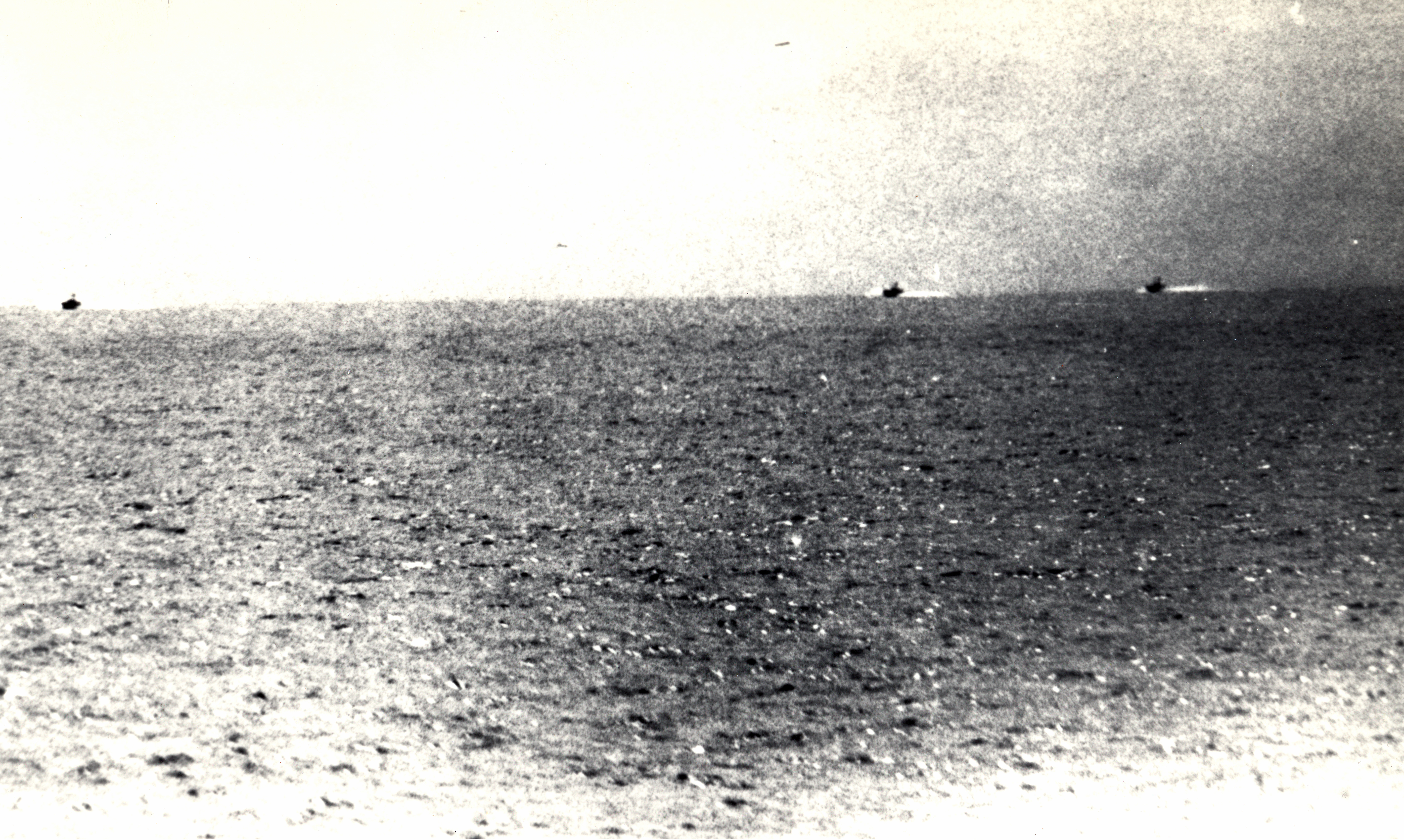
Torpediniere nordvietnamite riprese dal cacciatorpediniere durante l'incidente del 2 agosto 1964

Il 4 agosto ebbe quindi inizio il nuovo pattugliamento, finalizzato a intercettare con dispositivi elettronici le comunicazioni nordvietnamite, e durante la mattina di quel giorno si verificò uno scontro a fuoco tra motovedette nordvietnamite ed un pattugliatore statunitense. Sembra che il cacciatorpediniere C. Turner Joy abbia ritenuto, sulla base di confusi segnali radar percepiti durante una notte di maltempo, di essere di nuovo sotto attacco nordvietnamita, e quindi abbia dato il via ad un caotico scontro a fuoco delle navi statunitensi contro bersagli forse inesistenti. Sulla base dei documenti desecretati nel 2005, in uno dei casi le navi americane interpretarono erroneamente un segnale sonoro come un nuovo attacco, ma vennero confermati gli attacchi nordvietnamiti in acque internazionali
Nonostante le incertezze e la confusione dei rapporti, Johnson e i suoi collaboratori sfruttarono questo presunto secondo attacco per presentare finalmente al Congresso il documento (già pronto da tempo) che avrebbe dato all'amministrazione il via libera per prendere le misure ritenute necessarie per difendere e salvaguardare il personale statunitense e soprattutto per condurre vittoriosamente la guerra in Vietnam.

### I bombardamenti sul Vietnam del Nord
Gli Stati Uniti erano già sotto accusa per avere abbandonato il loro alleato Chiang Kai-shek e perduto la Cina, nonché per non essere riusciti a punire gli aggressori nordisti in Corea. Non potevano lasciarsi umiliare anche in Vietnam.  Il Senato statunitense approvò quindi la «risoluzione del Golfo del Tonchino» il 7 agosto 1964, con la quale conferì pieni poteri al presidente Johnson per aumentare il coinvolgimento statunitense nella guerra «come il presidente riterrà opportuno» al fine di «respingere gli attacchi contro le forze degli Stati Uniti e per prevenire ulteriori aggressioni». In un messaggio televisivo alla nazione, Johnson sostenne che «la sfida che stiamo affrontando oggi, nel sud-est asiatico, è la stessa che affrontammo con coraggio in Grecia e in Turchia, a Berlino e in Corea, in Libano e a Cuba», una lettura semplicistica delle questioni politiche del conflitto vietnamita.
Durante la seconda metà del 1964 e gli inizi del 1965 la situazione sul campo nel Vietnam del Sud continuò a peggiorare per le forze governative: i reparti Viet Cong, saliti a oltre 170 000 combattenti e supportati per la prima volta dall'infiltrazione di forze regolari nordvietnamite dell'agguerrito Esercito Popolare Vietnamita (in tutto il 1964 oltre 10 000 soldati nordvietnamiti passarono al sud e quasi 20 000 nel 1965), sferrarono una serie di attacchi che misero in grave difficoltà l'esercito sudvietnamita; a dicembre 1964, nel villaggio di Binh Gia, i reparti sudvietnamiti caddero in una sanguinosa imboscata Viet Cong, subendo pesanti perdite. A Washington Johnson, sempre più inquieto ed indeciso, moltiplicò le riunioni con i suoi consiglieri per decidere le misure da prendere per salvare una situazione apparentemente compromessa.

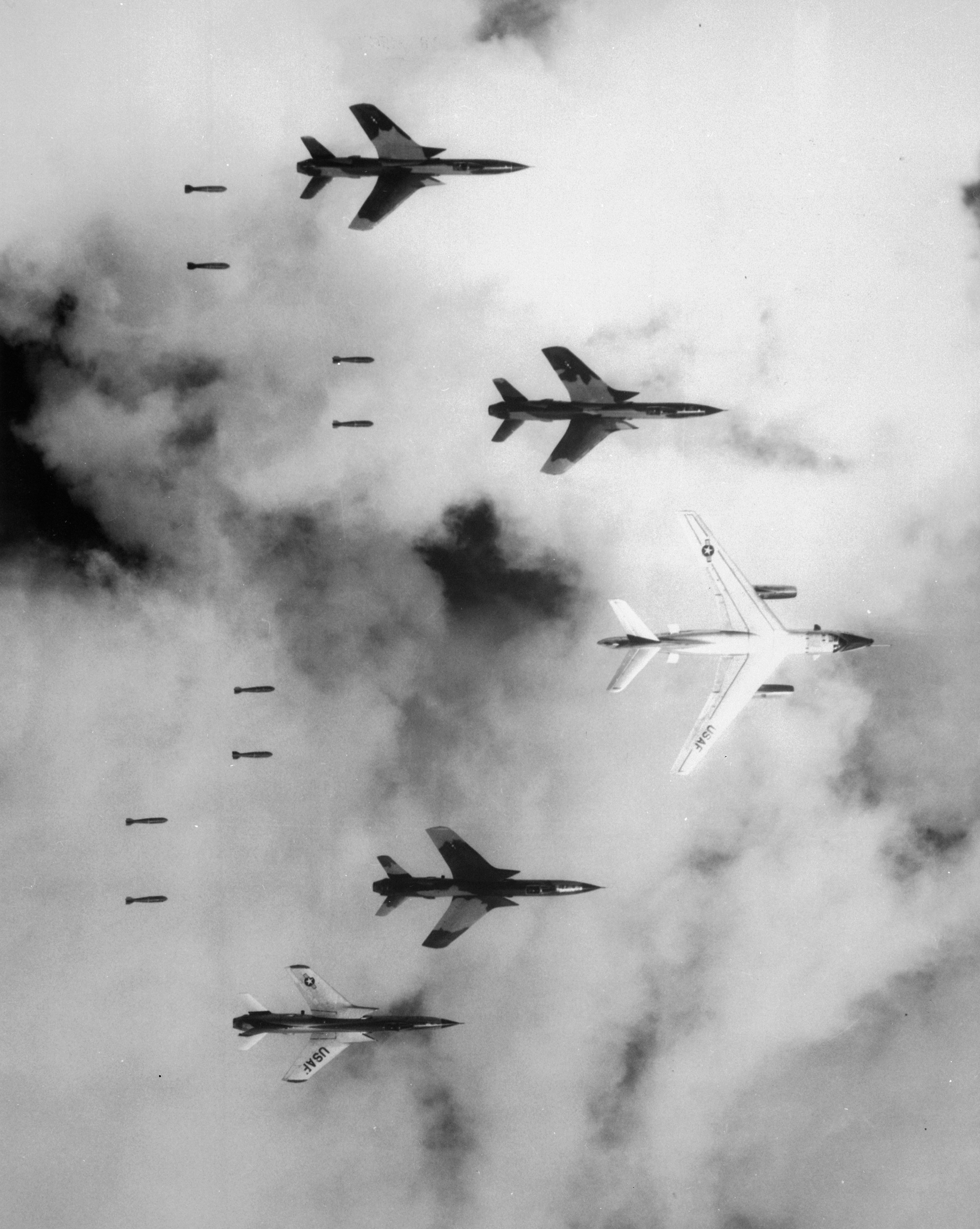
Cacciabombardieri statunitensi impegnati in una missione di bombardamento sul Vietnam del Nord durante l'operazione Rolling Thunder

I membri del National Security Council, tra cui McNamara, il segretario di Stato Dean Rusk e Maxwell Taylor, concordarono quindi il 28 novembre 1964 di suggerire al presidente Johnson una campagna di bombardamenti progressivi sul Vietnam del Nord e anche sul Laos come strumento di pressione sul governo nordvietnamita; per il momento furono invece rinviate decisioni sull'intervento diretto delle forze terrestri statunitensi (proposto dal consigliere Walter Rostow).
Una serie di attacchi Viet Cong contro le basi e il personale statunitense in Vietnam avrebbe fatto precipitare la situazione nei primi mesi del 1965, portando a decisioni cruciali dell'amministrazione Johnson: prima l'attacco del 24 dicembre 1964 al Brinks Hotel di Saigon (dove erano alloggiati ufficiali americani) e soprattutto l'attacco Viet Cong contro installazioni statunitensi alla base aerea di Pleiku (6 febbraio 1965) fornirono l'occasione alla dirigenza politica statunitense per iniziare i bombardamenti aerei sistematici sul Vietnam del Nord; in risposta a questi attacchi il presidente Johnson ordinò quindi l'inizio immediato dell'operazione Flaming Dart, consistente in attacchi aerei di rappresaglia.
Dopo questa prima fase, il 2 marzo 1965 iniziò il piano di attacchi aerei sistematici sulle strutture logistiche e militari del Vietnam del Nord, con aerei decollati dalle basi aeree americane in via di organizzazione in Thailandia e dalle portaerei posizionate al largo delle coste nordvietnamite; tali posizioni furono soprannominate Yankee Station. I bombardamenti (operazione Rolling Thunder), inizialmente previsti per la durata di otto settimane, sarebbero continuati, sempre più violenti ed estesi su nuovi bersagli, quasi ininterrottamente fino alla metà del 1968: fu la campagna di bombardamento aereo più pesante dai tempi della seconda guerra mondiale (300 000 missioni), vennero sganciate più bombe sul Vietnam del Nord che sulla Germania (860 000 tonnellate), ma i risultati furono nel complesso deludenti.
Il morale della popolazione e la volontà politica della dirigenza nemica non crollò e anzi uscirono rafforzati dagli attacchi: i danni strutturali furono rilevanti, ma non decisivi in una società arretrata e contadina come quella vietnamita; gli intralci alla macchina militare nordvietnamita (rifornita principalmente da Cina e URSS attraverso il porto di Haiphong) furono scarsi e l'infiltrazione delle truppe regolari al sud viceversa aumentò costantemente. Le forze aeree statunitensi subirono inoltre perdite rilevanti (922 aerei perduti) di fronte alla valida difesa antiaerea nemica e alle pericolose forze aeree nordvietnamite.

## L'intervento diretto degli USA
(Lyndon Johnson in un discorso televisivo alla nazione il 28 luglio 1965)
(Slogan propagandistico delle forze nordvietnamite e Viet Cong)
Durante la presidenza di Lyndon B. Johnson l'amministrazione statunitense si affidò come giustificazione per l'intensificazione del conflitto e l'invio di forze combattenti sul campo di battaglia al suo ruolo di comandante in capo delle forze armate, in base alla "risoluzione del Golfo del Tonchino", votata a larghissima maggioranza dal Congresso statunitense, che autorizzava il presidente a prendere le disposizioni ritenute, a sua discrezione, necessarie per proteggere gli interessi statunitensi. Tale questione avrebbe dovuto ragionevolmente essere risolta dalla Corte suprema degli Stati Uniti, ma nessun caso venne mai portato all'attenzione della corte; inoltre tutte le risoluzioni parlamentari presentate per limitare i poteri del presidente vennero sistematicamente respinte almeno fino al 1969; la risoluzione venne revocata solo nel maggio 1970.

### Le attività operative

#### L'arrivo dei primi reparti da combattimento

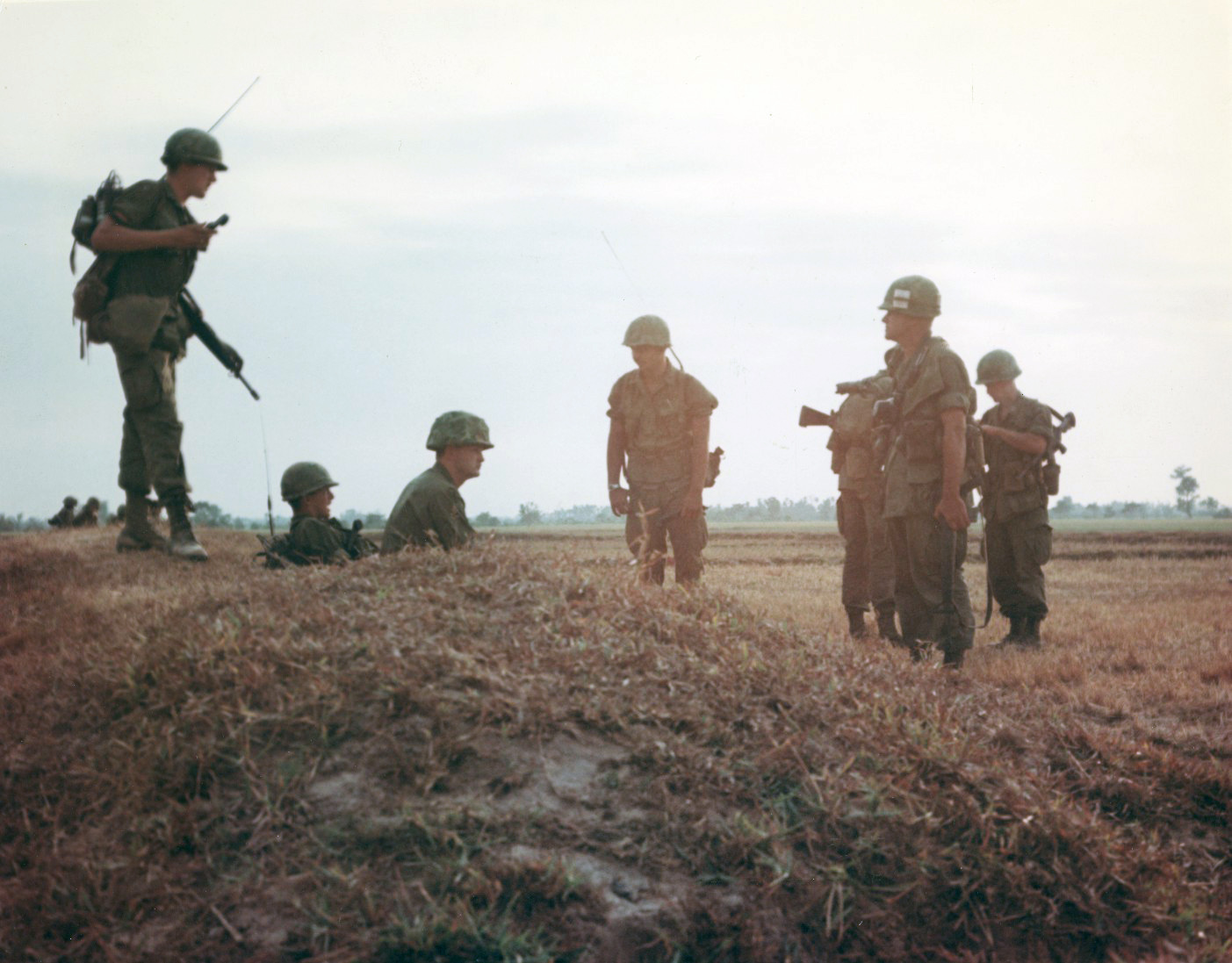
Soldati statunitensi della 25ª divisione fanteria impegnati in una missione Search and Destroy nell'estate 1966

Sotto il comando del contrammiraglio Donald W. Wulzen, la VIIª Forza anfibia della United States Navy iniziò le operazioni di sbarco sulla costa del Vietnam del sud alle 8.15 dell'8 marzo 1965: 3 500 marines della 9ª Marine Expeditionary Brigade (MEB), guidata dal generale di brigata Frederick J. Karch, accompagnati da elicotteri, mezzi da sbarco, autocarri e jeep, presero terra sulle spiagge denominate in codice "Red Beach Two" e "China Beach" lungo il litorale limitrofo alla città portuale di Đà Nẵng, riunendosi poi 4 miglia a nord-ovest di questa; non ci fu opposizione da parte di guerriglieri e la popolazione accolse festosamente le truppe statunitensi. I marines andarono ad aggiungersi ai 25 000 consiglieri militari statunitensi che erano già sul posto.
La pianificazione originale prevedeva che questa unità dei Marines fosse impiegata solo per proteggere la grande base militare di Da Nang da eventuali minacce del nemico e Johnson ebbe cura di minimizzare l'importanza dell'arrivo delle prime truppe da combattimento sul suolo vietnamita, ma ben presto i marines sarebbero entrati direttamente in azione contro i reparti Viet Cong presenti nell'area.
Il 5 maggio entrarono in campo anche i primi reparti combattenti dell'esercito statunitense; la 173ª brigata aviotrasportata (facente parte delle forze di intervento rapido del Pacifico) venne rischierata d'urgenza per via aerea da Okinawa alla base di Bien Hoa per rafforzare le difese dell'area di Saigon pericolosamente minacciate dalle truppe Viet Cong. L'unità aviotrasportata avrebbe dovuto essere impiegata solo temporaneamente per tamponare la situazione d'emergenza, ma dovette subito entrare in azione e in pratica sarebbe poi rimasta in Vietnam fino al 1970.
Infine il 28 luglio 1965 Johnson, di fronte alla crescente disgregazione delle forze sudvietnamite e all'aggressività dei Viet Cong ora rinforzati dall'afflusso di reparti regolari nordvietnamiti, decise definitivamente di accettare le richieste di uomini e mezzi e il piano di guerra del comandante supremo in Vietnam, il responsabile del Military Assistance Command, Vietnam ("Comando Assistenza Militare, Vietnam" o MACV), generale William Westmoreland, che prevedeva un impegno quasi illimitato delle truppe da combattimento statunitensi direttamente nella guerra, e diede annuncio pubblicamente delle sue decisioni (anche se continuò in parte a mascherare con artifizi propagandistici la gravità del suo passo). Prese quindi avvio la vera escalation americana del conflitto in Indocina.
Il giorno dopo, 29 luglio, 4 000 paracadutisti appartenenti alla 1ª brigata della 101st Airborne Division arrivarono in Vietnam, atterrando nella baia di Cam Ranh per rinforzare ancora l'ordine di battaglia americano in Vietnam e proteggere la regione montuosa e impervia degli altopiani centrali.

#### I piani di guerra statunitensi
Il piano delineato dal generale Westmoreland, sostanzialmente condiviso dal segretario della difesa Robert McNamara e approvato "in linea di principio" dal presidente Johnson, prevedeva un complesso programma di potenziamento graduale, scaglionato su vari anni, delle forze combattenti statunitensi; grazie al continuo afflusso di nuove truppe potentemente armate e dotate di un formidabile sostegno logistico, il generale intendeva in primo luogo costituire una solida struttura di basi e supporti per le sue truppe. Quindi sarebbero stati bloccati (nella seconda metà del 1965), grazie all'intervento diretto dei reparti combattenti statunitensi, i tentativi offensivi delle forze comuniste, respingendo e schiacciando i loro tentativi di far crollare l'esercito sudvietnamita e tagliare in due parti il Vietnam del Sud con un'avanzata dagli altopiani centrali in direzione della costa.

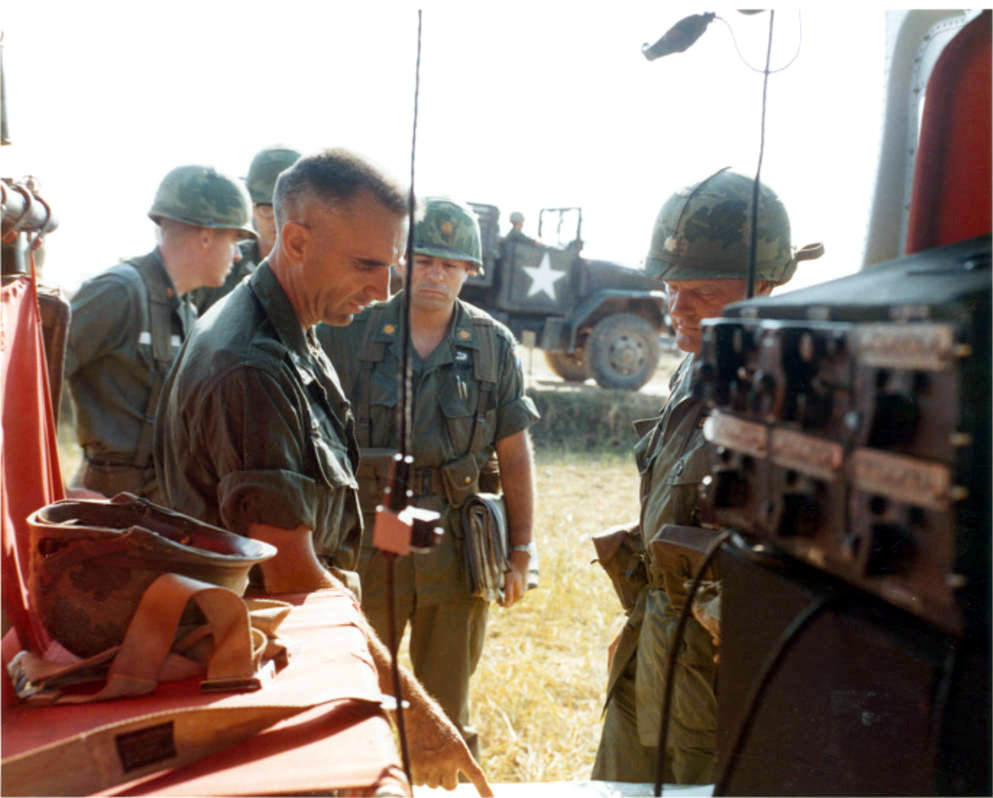
Ufficiali statunitensi della 101ª divisione aviotrasportata conferiscono durante un'operazione Search and Destroy nel 1966

Ottenuto questo primo risultato, nel 1966 sarebbero iniziate le grandi operazioni offensive di "ricerca e distruzione" (Search and destroy nella terminologia dell'esercito statunitense) dei principali raggruppamenti nemici e delle loro roccaforti geografiche. Le forze da combattimento statunitensi sarebbero penetrate in queste regioni dominate dal nemico e, contando su una formidabile potenza di fuoco terrestre e aerea e sulla mobilità fornita dagli elicotteri, avrebbero affrontato e distrutto i reparti Viet Cong o nordvietnamiti che avessero opposto resistenza, infliggendo perdite debilitanti.
In una terza fase, prevista per il 1967-1968, le forze statunitensi, dopo aver rastrellato le roccaforti nemiche e aver assicurato le aree più popolate, avrebbero respinto le residue truppe nemiche nelle regioni più spopolate e impervie del Vietnam del Sud e avrebbero conseguito la vittoria finale, costringendo il nemico alla resa politica o alla capitolazione militare, dopo avergli inflitto, per mezzo di questa guerra di attrito, perdite sempre più gravi e insostenibili (causandone anche un crollo della determinazione politico-militare).
I punti deboli di questa strategia si sarebbero rivelati, anzitutto, la difficoltà di agganciare e distruggere concretamente le forze nemiche, combattive, molto mobili anche in terreni impervi, resistenti alla demoralizzazione e in grado di sfuggire al nemico, nonché di sferrare improvvisi attacchi di piccole unità, infliggendo in questo modo continue perdite alle forze statunitensi. Inoltre, a causa dell'impossibilità per ragioni politiche da parte delle forze militari statunitensi di penetrare direttamente in Laos e Cambogia, il Vietnam del Nord fu in grado di infiltrare, a partire dal 1964, reparti del suo esercito regolare sempre più numerosi (79 000 soldati nel 1966 e 150 000 nel 1967) nel Vietnam del Sud, attraverso il cosiddetto sentiero di Ho Chi Minh che attraversava questi territori formalmente neutrali, con cui sostenere e rafforzare la lotta delle truppe guerrigliere Viet Cong.
In secondo luogo, si sarebbe ben presto evidenziata l'impossibilità di mantenere permanentemente occupate e sicure le roccaforti del nemico apparentemente rastrellate più volte, ma sempre infiltrate nuovamente dalle forze comuniste, con la conseguenza, per le truppe statunitensi, di dover organizzare e condurre nuove snervanti e pericolose operazioni offensive per bonificare temporaneamente sempre gli stessi territori.
In terzo luogo, in una guerra di attrito le perdite statunitensi, notevoli anche se molto inferiori a quelle nemiche, avrebbero finito per provocare un crollo della volontà politico-militare proprio dell'opinione pubblica e della stessa dirigenza americana, insoddisfatta dei risultati, turbata dalle perdite, moralmente scossa dalla violenza degli scontri e dall'imprevedibile durata della guerra.
Nella fase iniziale dell'intervento statunitense vennero studiati anche altri progetti operativi, che poi non vennero applicati: il piano del capo di stato maggiore, il generale dell'esercito sudvietnamita Cao Van Vien, prevedeva per esempio la fortificazione di una zona lungo il 17º parallelo da Dong Ha, in Vietnam, a Savannakhet, al confine tra Laos e Thailandia. Sembra che un piano simile fosse stato proposto anche dal comando riunito degli stati maggiori americani nell'agosto 1965 e che lo stesso generale Westmoreland non fosse contrario.

#### Lo studio JASON e l'"escalation"

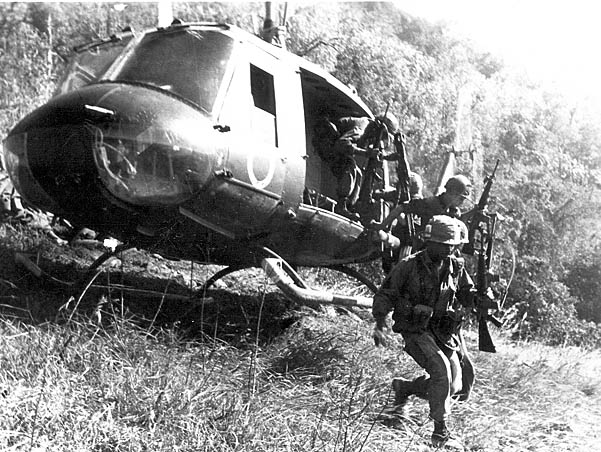
Soldati della 1ª divisione cavalleria aerea in azione durante la battaglia di Ia Drang

A partire dalla metà del 1965 ebbe inizio il continuo afflusso di enormi forze statunitensi, distribuite nelle quattro regioni militari in cui era suddiviso il Vietnam del Sud e subito impiegate sul campo per mettere in esecuzione i piani del generale Westmoreland. Dopo l'arrivo della 3ª divisione Marines e la costituzione della III MAF (Marine Amphibious Force) nella I regione militare (che comprendeva la zona smilitarizzata sul confine del 17º parallelo), quello della 173ª brigata aviotrasportata e della 1ª brigata della 101ª divisione aviotrasportata, rispettivamente nella III (Saigon) e nella II regione militare (province centrali), nel resto del 1965 arrivarono anche la 1ª divisione cavalleria aerea, la 1ª divisione fanteria e la 3ª brigata della 25ª divisione fanteria, portando il totale delle forze americane sul terreno a 184 000 uomini. Nell'estate del 1966, presso la scuola di Wellesley nel Massachusetts, quarantasei studiosi e consiglieri accademici elaborarono lo "studio JASON", sulla base delle cui elaborazioni si sosteneva che:
1. la campagna di bombardamenti non aveva "alcun effetto direttamente misurabile" sulle attività militari del nemico, perché il Vietnam del Nord si basava su un'economia essenzialmente agricola, il riso rappresentava un bersaglio inadeguato per le incursioni aeree;
2. il volume dei rifornimenti inviati dal Vietnam del Nord al Sud, usando le biciclette, era troppo piccolo per essere fermato con un bombardamento aereo e in ogni caso il paese disponeva di un'abbondante manodopera per mantenere intatta la propria rudimentale rete logistica;
3. le osservazioni del sistema di spionaggio dimostravano che l'infiltrazione al Sud era aumentata dall'inizio dei bombardamenti;
4. i bombardamenti avevano rafforzato l'entusiasmo patriottico e rafforzato la volontà di resistere.[104]

Nel 1966, l'escalation sarebbe continuata con l'arrivo della 1ª divisione Marines, delle altre due brigate della 25ª divisione fanteria, della 196ª e della 199ª brigata fanteria leggera, dell'11º reggimento cavalleria corazzata e, infine, della 9ª divisione fanteria (schierata nel delta del Mekong, IV regione militare). Inoltre il 15 marzo 1966 vennero costituiti due grandi comandi tattici dell'esercito (equivalenti a comandi di corpo d'armata): la I Field Force, Vietnam, incaricata delle operazioni nella II regione militare, e la II Field Force, Vietnam, assegnata alla III e alla IV regione militare. Alla fine del 1966 erano presenti in Vietnam 385 000 soldati americani, costantemente impegnati nelle missioni di "ricerca e distruzione" delle forze nemiche.
Infine nel 1967, terzo anno di escalation e, secondo i progetti di Westmoreland, anno in cui sarebbe stata impressa una svolta decisiva alle operazioni, le forze statunitensi raggiunsero il numero di 472 000 uomini. Gli arrivi di nuovi reparti organici furono continui durante tutto l'anno, anche se in misura minore e in ritardo rispetto ai piani del generale a causa delle continue incertezze del presidente Johnson (e in questa fase anche del ministro della difesa McNamara), preda sempre più spesso di dubbi e preoccupazioni sull'esito reale della guerra.
Arrivarono quindi successivamente in Vietnam: due reggimenti della nuova 5ª divisione Marines, che rafforzarono la III MAF nell'instabile I regione militare; due nuove brigate di fanteria (l'11ª e la 198ª), che furono aggregate alla 196ª brigata fanteria leggera già presente sul posto, per costituire la 23ª divisione fanteria (la cosiddetta Americal Division), subito inviata in aiuto dei marines al nord inquadrata nella "Task Force Oregon"; infine la 4ª divisione fanteria e le altre due brigate (2ª e 3ª) della 101ª divisione aviotrasporta, che vennero schierate nell'area di confine con il Laos e la Cambogia per impegnare e distruggere le sempre crescenti forze nordvietnamite che si infiltravano lungo il sentiero di Ho Chi Minh.

#### Le offensive statunitensi

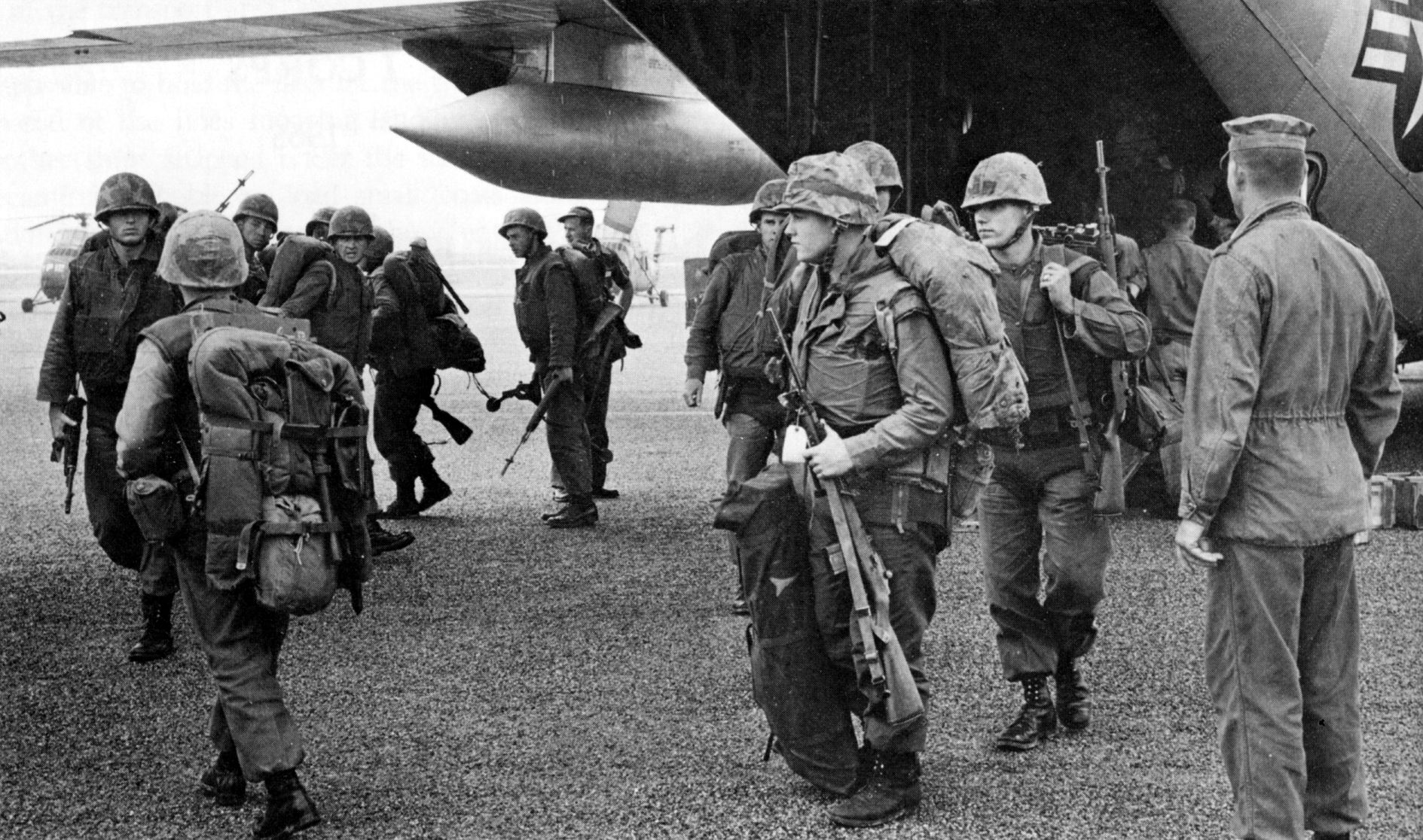
Marines statunitensi, appena atterrati a Đà Nẵng nel 1965, stanno per entrare in azione direttamente nei combattimenti

Pienamente fiducioso nelle sue forze e nei suoi piani, il generale Westmoreland il 18 agosto 1965 diede quindi inizio all'operazione Starlite, nome in codice della prima offensiva americana di "ricerca e distruzione" della guerra: 5500 marines distrussero una roccaforte Viet Cong sulla penisola di Van Tuong, nella provincia di Quang Ngai. Le forze Viet Cong e nordvietnamite, tuttavia, compresero da questa prima sconfitta campale la pericolosità di affrontare direttamente la schiacciante superiorità tecnologica statunitense e quindi si concentrarono su azioni di guerra e guerriglia di piccole dimensioni per infliggere perdite e logorare lentamente il potente nemico.
Durante la seconda metà del 1965 le forze combattenti statunitensi intervennero in tutto il territorio vietnamita. I soldati americani arginarono le pericolose avanzate delle forze nordvietnamite negli altopiani centrali dove ebbe luogo la battaglia di Ia Drang dell'ottobre-novembre 1965, che si concluse, dopo cruenti scontri, con il parziale successo delle truppe della cavalleria aerea statunitense, impegnate per la prima volta contro gli agguerriti reparti regolari nordvietnamiti. Inoltre le truppe del generale Westmoreland entrarono in azione per contrastare le forze Viet Cong attive e pericolose nell'area della capitale e per stabilizzare la situazione lungo la zona smilitarizzata di confine. Nel dicembre 1965 si svolse l'operazione Harvest Moon, con i marines per la prima volta impegnati nel difficile terreno delle risaie.

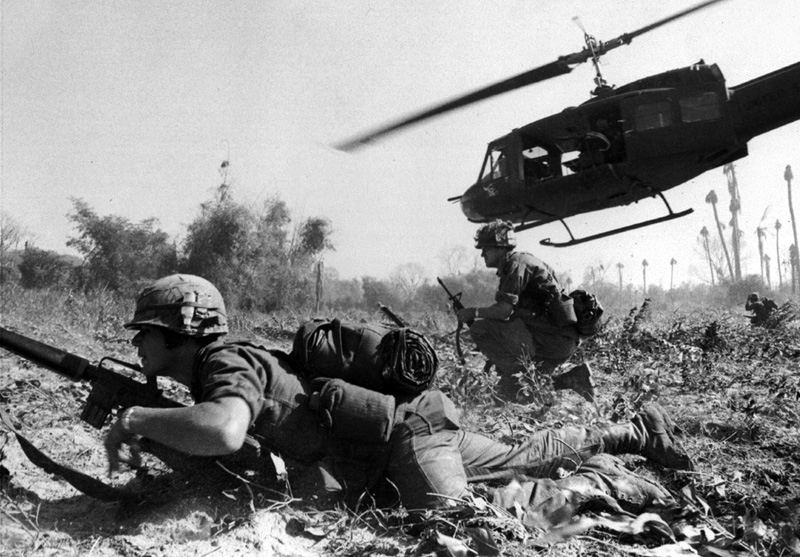
Soldati statunitensi della 1st Cavalry Division armati di M16 n combattimento accanto ai loro elicotteri UH-1

I risultati furono, nel complesso, soddisfacenti, ma fin dall'inizio si evidenziarono difficoltà per le forze statunitensi; i nordvietnamiti e i Viet Cong si dimostrarono in grado di infliggere continue perdite alle truppe americane, come dimostrato per la prima volta dalla drammatica battaglia della Landing Zone Albany del 17 novembre 1965, dove un battaglione di cavalleria aerea venne quasi distrutto dai nordvietnamiti (lo scontro singolo con il più alto numero di perdite per gli americani di tutta la guerra). Risultò, inoltre, impossibile per le truppe statunitensi, per ragioni di politica internazionale e per timore di un intervento cinese, penetrare in Cambogia e in Laos per attaccare i cosiddetti "santuari" nemici, dove le forze comuniste si ritiravano, si riorganizzavano e si rafforzavano dopo i combattimenti.
Nel febbraio 1966, durante una riunione tra il comandante supremo statunitense e Johnson a Honolulu, l'ufficiale americano sostenne che l'intervento delle forze statunitensi aveva evitato la sconfitta e il crollo politico del Vietnam del Sud, ma che sarebbero state necessarie molte più truppe per poter passare all'offensiva; un aumento immediato poteva portare a raggiungere il "punto di svolta" nelle perdite di Viet Cong e nordvietnamiti per gli inizi del 1967. Johnson, preoccupato dell'evolversi della situazione sul campo, finì per autorizzare un incremento delle truppe fino a 429 000 unità per l'agosto 1966.
Nel 1966 Westmoreland diede inizio, quindi, alle grandi operazioni di "ricerca e distruzione", con lo scopo di strappare l'iniziativa al nemico, attaccarlo direttamente nelle sue roccaforti e infliggergli perdite devastanti grazie alle sue potenti forze aeromobili e al sostegno massiccio dell'aviazione. In tutte e quattro le regioni militari si succedettero durante l'anno continue e ambiziose operazioni offensive statunitensi; i successi tattici furono rilevanti e la cosiddetta "conta dei corpi" (i conteggi empirici del servizio informazioni americano sulle perdite presunte del nemico) diede ufficialmente la misura delle vittorie statunitensi sul campo.
Le maggiori operazioni si svolsero nella zona smilitarizzata, dove i marines furono duramente impegnati dall'esercito regolare nordvietnamita (operazione Prairie e battaglia di Mutter's Ridge); nella provincia costiera di Binh Dinh, dove la cavalleria aerea inflisse notevoli perdite alle forze nemiche (operazione Masher); nell'area degli altopiani centrali contro le nuove infiltrazioni nordvietnamite (operazione Thayer e operazione Hawthorne condotte dagli aviotrasportati della 101ª); infine nelle aree intorno alla capitale Saigon, dove le forze Viet Cong furono spesso in grado di sfuggire ai colpi nemici e contrattaccare (operazione El Paso e, soprattutto, la deludente operazione Attleboro).
Alla fine del 1966, le perdite americane erano già salite a oltre 7 000 morti, un numero molto inferiore alle perdite presunte del nemico, ma tuttavia sufficiente a cominciare a scuotere il morale delle truppe, dell'opinione pubblica americana in patria e della stessa dirigenza americana. Nonostante le ottimistiche dichiarazioni di Westmoreland e di altri ufficiali americani, cominciavano già a sorgere i primi dubbi sulla razionalità ed efficacia dei piani e dei metodi adottati dalle truppe e dai comandi americani, secondo alcuni esperti troppo concentrati sulle grandi operazioni convenzionali e poco interessate a sviluppare adeguati piani di pacificazione, riforma economica e miglioramento delle condizioni delle popolazioni dei villaggi contadini.

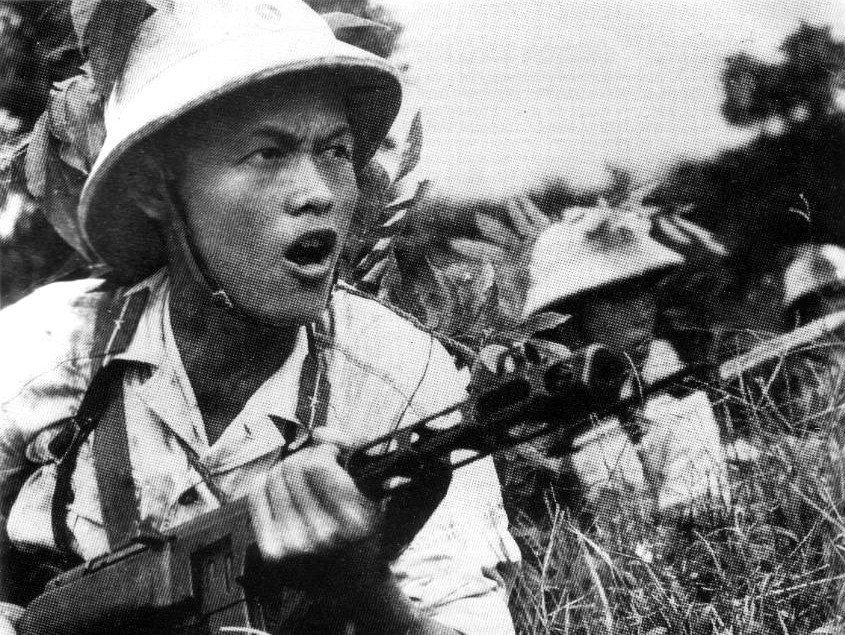
Soldati dell'esercito nordvietnamita pronti a passare all'attacco

Nonostante queste critiche, il generale Westmoreland, sempre convinto della validità della sua strategia di guerra d'attrito, incrementò ancora durante la prima metà del 1967 il ritmo delle sue operazioni offensive di "ricerca e distruzione"; le forze e i mezzi impiegati furono notevoli, gli obiettivi sempre più ambiziosi, ma i risultati rimasero nel complesso discutibili e non decisivi. A gennaio e a marzo 1967 grandi forze statunitensi vennero impiegate nel cosiddetto triangolo di ferro (operazione Cedar Falls, la più grande offensiva americana della guerra) e nella provincia di Tay Ninh alla ricerca del fantomatico COSVN (Central Office of South Vietnam), il presunto quartier generale delle forze comuniste (operazione Junction City); nonostante l'enorme impiego di truppe e mezzi, il nemico sfuggì ancora alla distruzione e il COSVN, se veramente esistente, ripiegò al sicuro in Cambogia.
Nella zona smilitarizzata i marines si impegnarono in continue offensive (operazioni Belt Tight, Hickory e Buffalo) per impedire le infiltrazioni nordvietnamite, ma subirono un forte logorio senza riuscire a impedire il concentramento nemico contro le basi di fuoco statunitensi organizzate sul confine. Infine, nella provincia di Binh Dinh, l'interminabile operazione Pershing (durata quasi un anno) di nuovo non riuscì a sradicare definitivamente la presenza nemica nella regione.
Le perdite inflitte alle forze nordvietnamite e Viet Cong furono senza dubbio molto elevate, ma non impedirono, nella seconda metà del 1967, al comando nordvietnamita e alla dirigenza di Hanoi di organizzare una serie di manovre offensive nella zona smilitarizzata e nella regione del confine con Laos e Cambogia (pianificate per incrementare le perdite americane e scuoterne il morale), che avrebbero provocato alcune delle più dure battaglie della guerra.
Durante queste "battaglie dei confini", le forze nordvietnamite tentarono audacemente di attaccare e conquistare alcune importanti postazioni isolate statunitensi; a Con Thien per mesi la guarnigione dei marines subì attacchi e bombardamenti; a Loc Ninh e a "Rockpile" (un caposaldo e un'importante postazione di artiglieria dei marines) gli attacchi vennero respinti; nella provincia di Kon Tum la manovra nordvietnamita diede origine all'aspra battaglia di Dak To (novembre 1967), che terminò, dopo scontri sanguinosi, con la ritirata nordvietnamita e dure perdite per entrambe le parti. Infine a Khe Sanh iniziò il concentramento nemico contro la sperduta base dei marines, che si sarebbe trasformato in un vero assedio nel gennaio 1968.

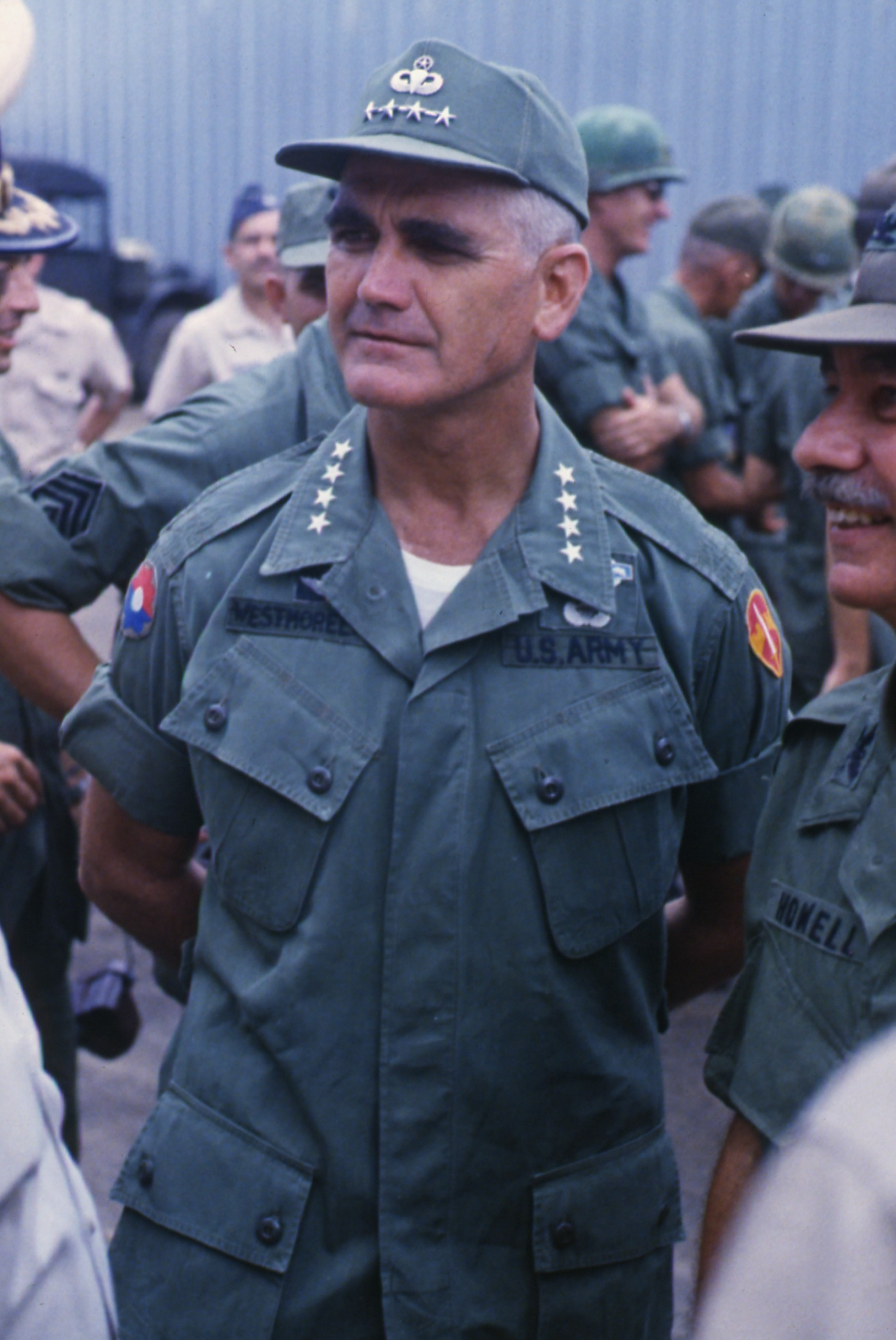
Il generale William Westmoreland, comandante del MACV durante gli anni della escalation

Westmoreland interpretò queste operazioni nemiche come tentativi disperati di evitare la sconfitta e, quindi, organizzò massicci concentramenti di forze terrestri e aeree con cui respingere gli attacchi e infliggere ulteriori perdite; i risultati tattici furono soddisfacenti e aumentarono ancora l'ottimismo del generale e della maggior parte degli osservatori, ma il logoramento e il numero dei caduti americani raggiunsero livelli ormai preoccupanti (oltre 11 000 soldati morti solo nel 1967).

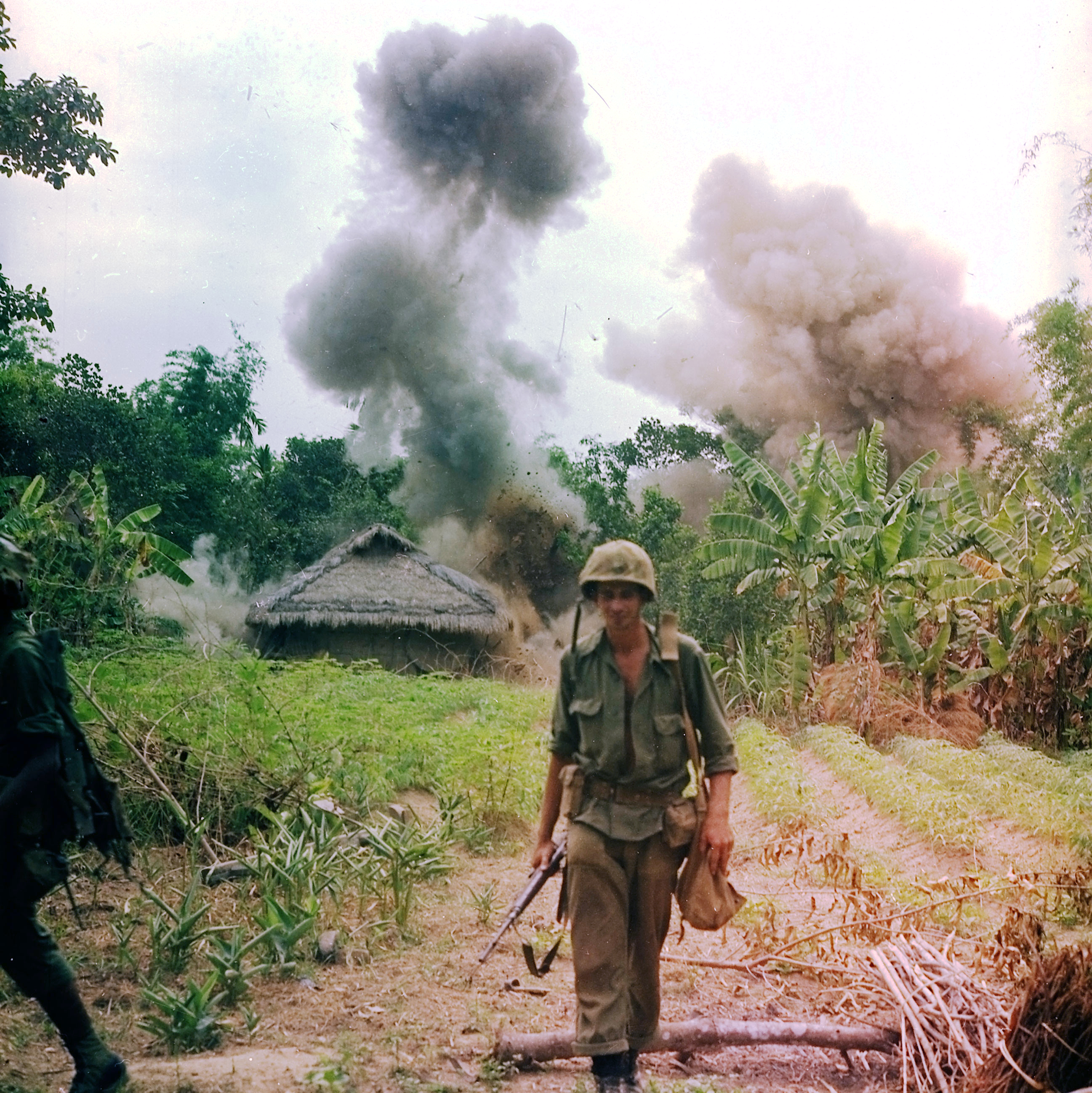
Marines statunitensi impegnati nel rastrellamento di un villaggio durante l'operazione Georgia nel 1966

All'interno della stessa amministrazione statunitense si verificarono i primi grossi contrasti e le prime defezioni e lo stesso segretario alla difesa McNamara manifestò le sue preoccupazioni e finì per dimettersi alla fine del 1967; altri invece continuarono a mostrare ottimismo e fiducia sull'esito della guerra e sostennero con fermezza la necessità di continuare con vigore le operazioni. Il 12 ottobre 1967 il segretario di Stato Dean Rusk dichiarò che le proposte del Congresso per un'iniziativa di pace erano futili, a causa dell'intransigenza del nemico. Precedenti tentativi di Johnson, nel 1966 e 1967, di organizzare una tregua e i primi colloqui di pace erano rapidamente naufragati di fronte alla rigidità delle due parti in lotta.
Johnson, sempre più preda di dubbi e foschi presentimenti, tenne durante questi anni di escalation continue riunioni e consultazioni con esperti, consiglieri e militari alla ricerca di supporti alla sua politica e anche di nuove vie di uscita dalla complessa situazione. Il 2 novembre, in una riunione segreta, con un gruppo dei più prestigiosi uomini della nazione ("i saggi"), il presidente chiese suggerimenti per riunire il popolo statunitense attorno allo sforzo bellico. I "saggi" consigliarono in primo luogo di fornire rapporti più ottimistici sul progredire della guerra.
Quindi, basandosi sui rapporti che gli vennero consegnati il 13 novembre, Johnson disse alla nazione, il 17 novembre, che mentre molto rimaneva da fare, «stiamo infliggendo perdite più pesanti di quelle che subiamo [...] Stiamo facendo progressi». Pochi giorni dopo, il generale Westmoreland, di ritorno negli Stati Uniti per consultazioni con il presidente, alla fine di novembre disse ai cronisti: «Abbiamo raggiunto un punto importante, dal quale si incomincia a intravedere la fine». Due mesi dopo, l'offensiva del Têt avrebbe clamorosamente smentito queste affermazioni.

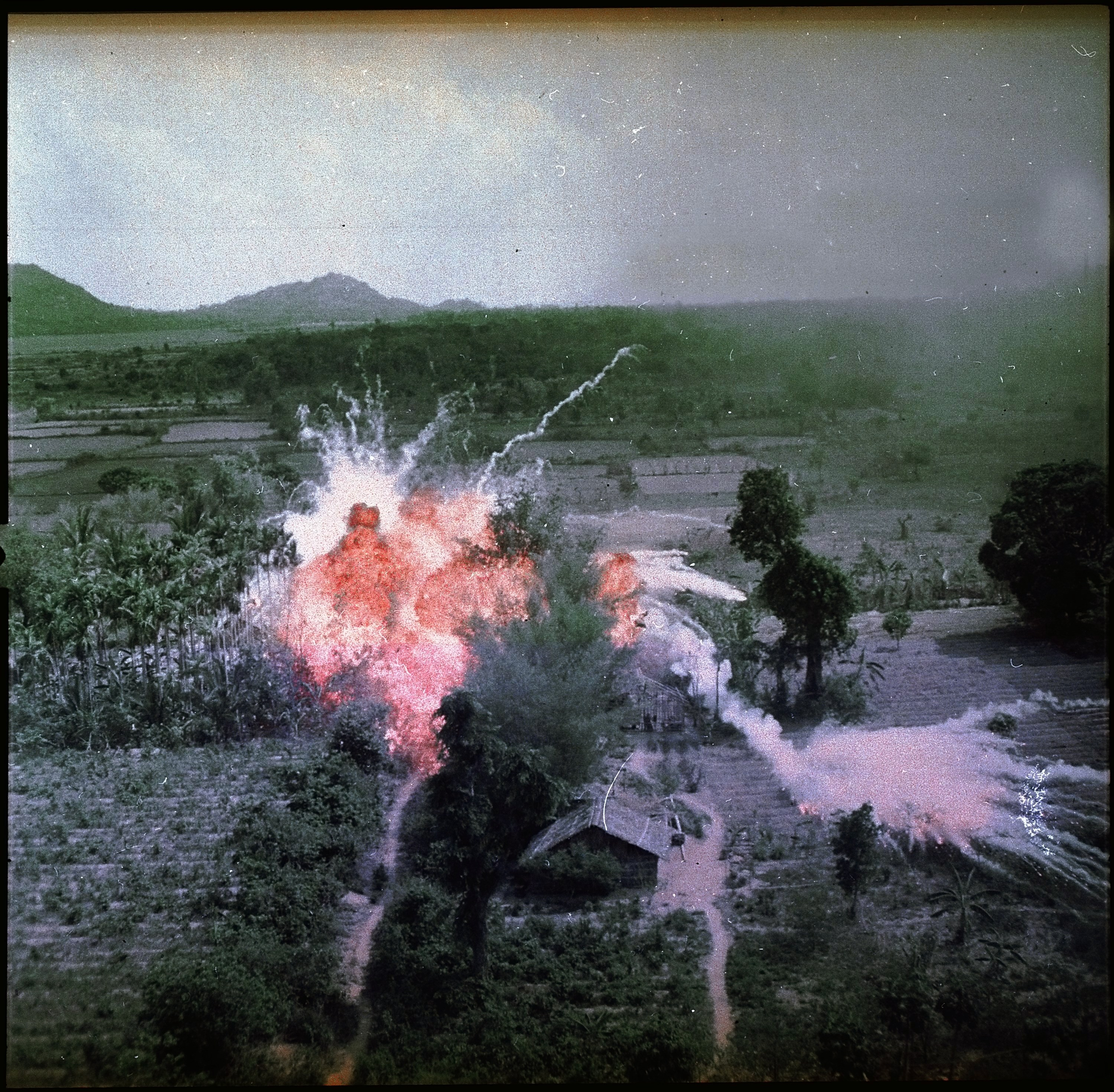
Forze statunitensi bombardano con del napalm delle posizioni Viet Cong nel 1965

### L'offensiva del Têt

#### Assedio a Khe Sanh
Fin dall'8 gennaio 1968 aveva avuto inizio l'assedio della base isolata dei marines di Khe Sanh; lungi dal rinunciare alla lotta o da ridurre la portata delle operazioni, le forze nordvietnamite avevano effettuato un minaccioso concentramento offensivo intorno alla base, apparentemente allo scopo di ottenere una nuova Dien Bien Phu con cui costringere gli americani a cedere.
Per due mesi il presidente Johnson e il generale Westmoreland concentrarono grandi forze terrestri e aeree al nord (venne costituito un nuovo "Provisional corps, Vietnam", per aiutare i marines con elementi della 1ª divisione cavalleria aerea, della 101ª aviotrasportata e della Americal Division) per contrastare gli apparenti obiettivi nemici, evitare una sconfitta campale ed esorcizzare lo spettro di Dien Bienh Phu. Dal punto di vista militare, i nordvietnamiti non riuscirono a ottenere i loro obiettivi tattici né a costringere alla resa la base dei marines e, al contrario, subirono grosse perdite da parte dell'aviazione americana. Westmoreland poté sbandierare la "vittoria" (sblocco della guarnigione l'8 aprile con l'operazione Pegasus), ma in realtà ancora oggi non sono chiari i veri obiettivi nordvietnamiti e, inoltre, il concentramento effettuato al nord per proteggere Khe Sanh sicuramente indebolì le forze americane negli altri settori e ingannò i comandi statunitensi, favorendo la sorpresa iniziale dell'offensiva del Têt, che ebbe inizio il 30 gennaio 1968.

#### L'attacco di sorpresa durante il Têt
La fede dell'opinione pubblica nella "luce alla fine del tunnel", ripetutamente sostenuta dai roboanti proclami dei comandi e delle autorità americane, venne frantumata, il 30 gennaio 1968, dall'inaspettata offensiva generale sferrata dal nemico, dipinto come prossimo al collasso, alla vigilia della festività del Têt (il Tết Nguyên Ðán, l'anno nuovo lunare, la più importante festività vietnamita).
L'offensiva del Têt, sferrata da quasi 70 000 combattenti Viet Cong e nordvietnamiti, si estese fulmineamente sulla maggior parte dei centri abitati e delle regioni più popolate del Vietnam del Sud, ottenendo un grosso effetto sorpresa e sconvolgendo, in un primo momento, la catena di comando alleata e i suoi apprestamenti difensivi. Vennero attaccati i grandi centri costieri, come Đà Nẵng, Quy Nhơn e Hội An e le città collinari, come Pleiku, Kon Tum, Ban Mê Thuôt, Da Lat; i comunisti occuparono gran parte delle capitali provinciali e delle sedi distrettuali nel delta del Mekong. Venne bombardata la grande base americana di Cam Ranh; le forze regolari nordvietnamite irruppero dentro l'antica capitale Huế, riuscendo a conquistare la cittadella fortificata e asserragliandosi sulle posizioni conquistate (dove successivamente vennero trovate le fosse comuni con i corpi degli oppositori al regime nordvietnamita); soprattutto, i Viet Cong scatenarono uno spettacolare attacco a sorpresa contro la stessa Saigon.
Quasi 40 000 combattenti Viet Cong attaccarono la capitale e i centri di comando periferici di Biên Hòa, Tan Son Nhut (sede del MACV del generale Westmoreland), Loc Binh (sede del comando della II Field Force, Vietnam del generale Weyand); la stessa ambasciata statunitense venne colpita e fu salvata solo dopo scontri sanguinosi contro alcune squadre suicide nemiche. La battaglia dentro Saigon fu particolarmente violenta: le forze Viet Cong agirono di sorpresa, divise in squadre supportate da elementi già infiltrati in precedenza; la reazione statunitense si scatenò violenta con l'impiego di una grande potenza di fuoco. Dopo molte ore di battaglia l'attacco finì per essere respinto e la maggior parte degli assalitori venne eliminata (a volte con metodi sommari). Nonostante il fallimento finale a Saigon, la violenza e la temerarietà dell'attacco sconcertarono i comandi e le truppe alleate e sconvolsero l'opinione pubblica statunitense in patria.
Sul campo, dopo il primo momento di sorpresa e confusione, le forze statunitensi e anche i reparti sudvietnamiti (che non crollarono come auspicato dai dirigenti comunisti, ma riuscirono invece a sostenere gli scontri) contrattaccarono con efficacia; invece di ritirarsi, i reparti Viet Cong spesso cercarono di resistere e nella maggior parte dei casi vennero sconfitti o distrutti. Tutti i grandi centri vennero rapidamente riconquistati dalle truppe alleate; le forze vietnamite subirono gravi perdite e la situazione venne ristabilita entro pochi giorni, tranne nel caso dalla battaglia di Huế, che durò alcuni mesi.
Nella cittadella dell'antica città rimasero abbarbicati per molti giorni numerosi e combattivi reparti nordvietnamiti, che resistettero strenuamente alla controffensiva delle forze alleate; alcuni battaglioni di marines dovettero impegnarsi in sanguinosi ed estenuanti scontri urbani casa per casa in quella che forse fu la battaglia più dura e cruenta di tutta la guerra. Gli statunitensi, dopo alcune settimane di aspri combattimenti ravvicinati, finirono per aver ragione delle truppe nemiche e riconquistarono la cittadella di Huế, che venne completamente devastata a causa della violenza degli scontri e dell'impiego da parte statunitense dell'aviazione e del fuoco delle navi da guerra ancorate al largo. Quando la città venne ripresa dai sudvietnamiti, vennero scoperte fosse comuni con numerosi cadaveri di oppositori ai nord vietnamiti.
Anche se in nessuna località le forze insurrezionali comuniste conseguirono un reale successo né raggiunsero dei concreti obiettivi militari (ma al contrario finirono per subire perdite molto ingenti) e anche se il Vietnam del Sud non crollò come auspicato dalla dirigenza di Hanoi, la sorprendente capacità di un nemico ormai dato per sconfitto di riuscire semplicemente a lanciare una simile offensiva generale convinse molti statunitensi che la vittoria era impossibile. L'offensiva del Têt provocò quindi un rovinoso crollo della credibilità del generale Westmoreland, dei dirigenti americani e dello stesso presidente Johnson, che da parte sua rimase sconcertato e quasi sconvolto dalla vastità e dalla temerarietà dell'attacco nemico.

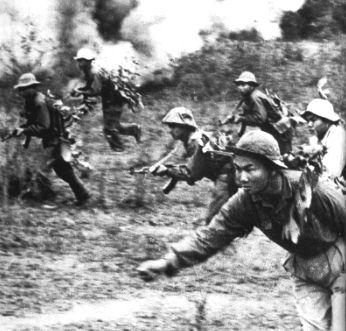
Soldati nordvietnamiti all'attacco in massa

Di conseguenza, l'offensiva del Têt segnò un punto di svolta decisivo della guerra, se non dal punto di vista militare, senza dubbio da quello politico-morale; di fronte alle nuove ingenti richieste di truppe provenienti dal generale Westmoreland (oltre 200 000 soldati), il presidente Johnson, dopo una serie di frenetiche riunioni e colloqui e su consiglio del nuovo segretario alla difesa Clark Clifford, decise di dare una svolta radicale al conflitto.
Le richieste di Westmoreland vennero respinte (e lo stesso generale venne sostituito nel giugno 1968); vennero inviate solo due nuove brigate da combattimento (la 3ª brigata dell'82ª divisione aviotrasportata e la 1ª brigata della 5ª divisione fanteria, che portarono il totale delle forze americane in Vietnam a 540 000 uomini) e il presidente Johnson, in un drammatico discorso alla nazione il 31 marzo, annunciò la sua rinuncia a ricandidarsi alla presidenza e la sua decisione di non proseguire con la escalation, ma viceversa di fare i primi passi per ridurre l'intensità della guerra aerea e terrestre e per intraprendere colloqui di pace con la controparte.
Nei mesi seguenti, mentre peraltro in Vietnam continuavano duri scontri, nuove offensive americane e pericolosi attacchi delle forze comuniste (in maggio – il mese con il più alto numero di caduti americani di tutta la guerra con 2412 soldati morti - il FLN sferrò una nuova offensiva generale che venne subito denominata Mini-Têt). Ebbero quindi inizio a Parigi i colloqui di pace (13 maggio 1968); infine, il 31 ottobre, il presidente Johnson, ormai alla fine del suo mandato, annunciò alla nazione che aveva ordinato una completa cessazione di "tutti i bombardamenti aerei, navali e di artiglieria sul Vietnam del Nord", effettiva dal 1º novembre, in cambio del tacito assenso nordvietnamita alla cessazione degli attacchi attraverso la zona smilitarizzata e contro le grandi città del Vietnam del Sud.
Il 1968, quindi, si concluse con un sostanziale cambiamento della situazione: le forze statunitensi avevano subito dure perdite (oltre 14 000 uomini nell'arco dell'anno), i bombardamenti sul Vietnam del Nord erano cessati, la dirigenza americana aveva rinunciato alla vittoria militare e avevano avuto inizio complessi e difficili colloqui di pace tra le parti in causa.

## Opposizione alla guerra
(Dichiarazione del portavoce ufficiale del presidente Richard Nixon, Ron Ziegler, per giustificare le violenze delle autorità durante gli incidenti alla Kent State University il 4 maggio 1970)

### Le proteste universitarie e la renitenza alla leva
L'opposizione alla guerra iniziò fin dal 1964 nei campus delle università. Si trattava di un periodo storico caratterizzato da attivismo politico studentesco di sinistra senza precedenti e dall'arrivo all'età dell'università della numerosa generazione dei cosiddetti "baby boomers". La crescente opposizione alla guerra è certamente attribuibile in parte anche al più ampio accesso alle informazioni sul conflitto, soprattutto grazie all'estesa copertura televisiva.

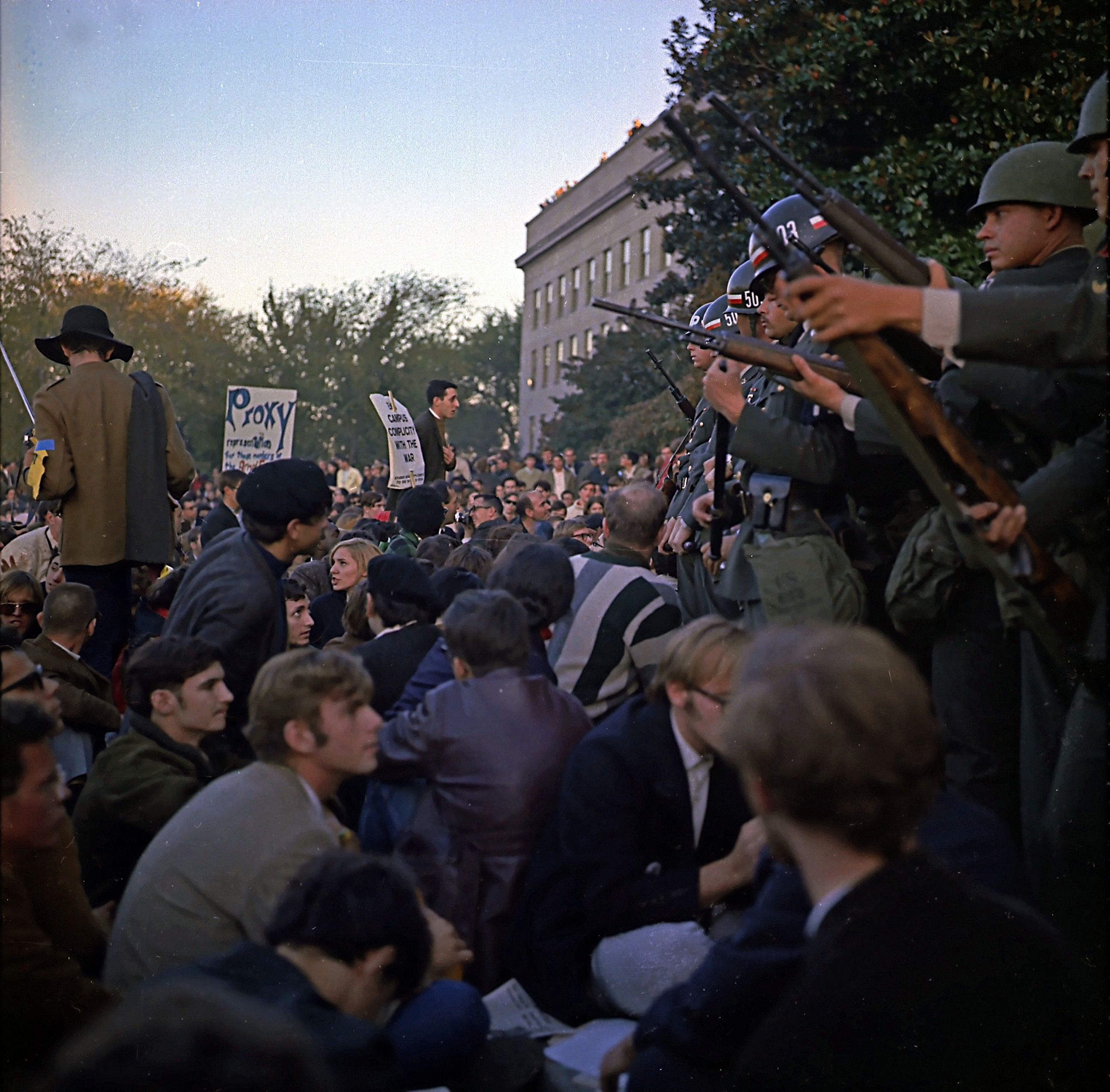
Proteste davanti al Pentagono il 21 ottobre 1967

Migliaia di giovani statunitensi scelsero la fuga in Canada o in Europa occidentale piuttosto che rischiare la coscrizione. A quel tempo solo una frazione di tutti gli uomini in età di leva veniva effettivamente chiamata alle armi; gli uffici del sistema di reclutamento, in ogni località, avevano ampia discrezionalità su chi arruolare e chi dispensare, in quanto non c'erano delle linee guida chiare per l'esonero.
Allo scopo di guadagnarsi l'esenzione o il rinvio del servizio militare, molti ragazzi scelsero di frequentare l'università, il che permetteva di ottenere l'esonero al compimento del 26º anno di età; alcuni si sposarono, il che rimase motivo di esenzione per tutto il corso della guerra. Altri trovarono dei medici accondiscendenti che certificarono le basi mediche per un'esenzione "4F" (inadeguatezza mentale), anche se i medici dell'esercito potevano dare, e davano, un loro giudizio. Altri ancora si unirono alla Guardia Nazionale, come sistema per evitare il Vietnam. Tutte queste questioni sollevarono preoccupazioni sull'imparzialità con cui le persone venivano scelte per un servizio non volontario, in quanto toccava spesso ai poveri, ai membri delle minoranze etniche (neri e ispanici erano in effetti percentualmente predominanti nei reparti operativi da combattimento) o a quelli che non avevano appoggi influenti essere arruolati.
Gli arruolati stessi iniziarono a protestare quando, il 15 ottobre 1965, l'organizzazione studentesca "Comitato di coordinamento nazionale per la fine della guerra in Vietnam" inscenò la prima manifestazione pubblica negli Stati Uniti in cui vennero bruciate le cartoline di leva.

### Il dibattito nell'opinione pubblica
L'opinione pubblica statunitense si divise nettamente sul problema della guerra. Molti sostenitori della guerra ritenevano corretta quella che era conosciuta come la "teoria del domino", enunciata per la prima volta dal presidente Eisenhower in una conferenza stampa il 7 aprile 1954. Essa sosteneva che, se il Vietnam del Sud avesse ceduto alla guerriglia comunista, altre nazioni, principalmente nel sud-est asiatico, sarebbero cadute in rapida successione, come pezzi del domino. Alcuni militari critici verso la guerra puntualizzarono che il conflitto era politico e che la missione militare mancava di obiettivi chiari. I critici civili argomentarono che il governo del Vietnam del Sud mancava di legittimazione politica e morale. George Ball, sottosegretario di stato del presidente Johnson, fu una delle voci solitarie dell'amministrazione a manifestare dubbi e timori sul coinvolgimento in Vietnam.
Alcune clamorose manifestazioni autodistruttive di dissenso da parte di pacifisti (il 2 novembre 1965 il trentaduenne quacchero Norman Morrison si diede fuoco davanti al Pentagono e il 9 novembre il ventiduenne cattolico Roger Allen LaPorte fece lo stesso davanti al palazzo delle Nazioni Unite, ad imitazione dei gesti dei monaci buddisti in Vietnam) portarono alla luce il disagio morale presente in alcuni strati dell'opinione pubblica statunitense. Il crescente movimento pacifista allarmò molti all'interno del governo statunitense e ci furono tentativi, peraltro falliti, di istituire una legislazione punitiva di queste presunte "attività antiamericane".

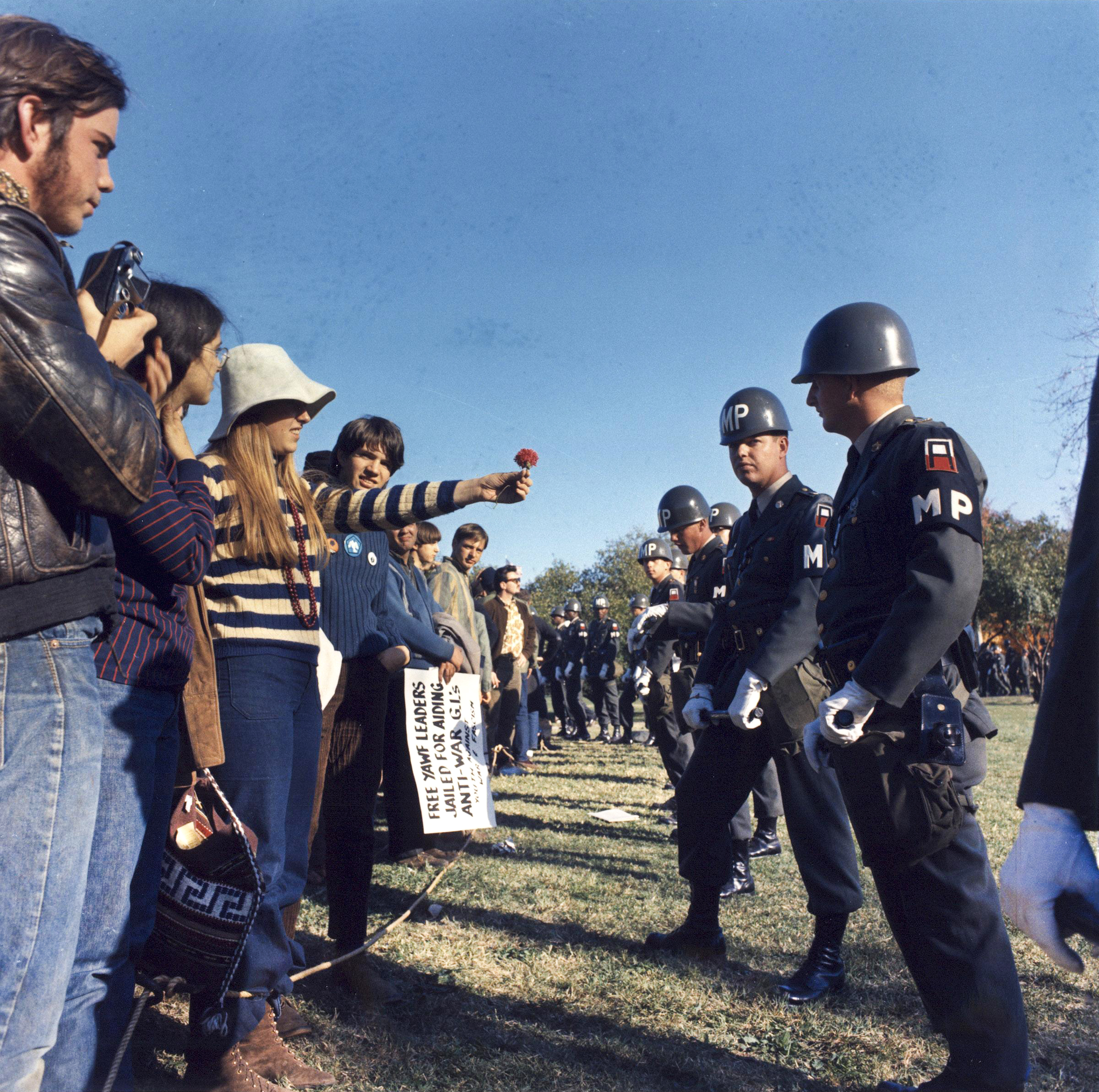
Dimostrazione contro la guerra in Vietnam

Molti americani si opposero alla guerra per questioni morali, vedendola come un conflitto distruttivo contro l'indipendenza vietnamita o come un intervento in una guerra civile straniera; altri invece si opposero per l'evidente mancanza di obiettivi chiari e per l'impossibilità di ottenere la vittoria. Alcuni pacifisti erano essi stessi veterani del Vietnam, come evidenziato dall'organizzazione "Veterani del Vietnam contro la guerra". Alcuni soldati denunciarono le violenze contro i civili - come il massacro di My Lai - suscitando l'indignazione dell'opinione pubblica; anche drammatici reportage giornalistici alimentarono l'opposizione alla guerra. Nonostante le notizie sempre più deprimenti sulla guerra, molti statunitensi continuarono ad appoggiare gli sforzi del presidente Johnson. A parte la teoria del domino, era diffuso il sentimento che impedire il sovvertimento del governo filo-occidentale sudvietnamita da parte dei comunisti fosse un obiettivo nobile.
Molti statunitensi erano anche preoccupati di "salvare la faccia" in caso di un disimpegno dalla guerra o, come venne successivamente detto da Nixon, "ottenere la pace con onore". Molti degli oppositori alla guerra del Vietnam erano visti all'epoca, e sono visti tuttora, più come sostenitori dei nordvietnamiti e dei Viet Cong che come contrari alla guerra in quanto tale; il più famoso di questi fu l'attrice Jane Fonda. Molti dei contestatori vennero accusati di "disprezzare i soldati del proprio paese impegnati in Vietnam" dopo il loro ritorno; comunque, la validità di queste accuse rimane ampiamente controversa.

### L'elezione di Richard Nixon
Le elezioni presidenziali statunitensi del 1968 furono tra le più turbolente della storia degli Stati Uniti, costellate di manifestazioni di protesta, di scontri e gravi sommosse (come durante la convenzione democratica di Chicago), di attentati e omicidi (il 6 giugno 1968 il palestinese Sirhan B. Sirhan assassinò Robert Kennedy, possibile candidato pacifista del Partito Democratico, in protesta al sostegno per Israele del giovane Kennedy). Dopo la clamorosa rinuncia di Johnson del 31 marzo il Partito Democratico, profondamente diviso sul problema della guerra del Vietnam, finì per candidare il vicepresidente Hubert Humphrey, fedele continuatore della politica di Johnson, mentre i repubblicani ripresentarono Richard Nixon, tornato alla ribalta dopo una serie di sconfitte elettorali. Le elezioni furono vinte di stretta misura proprio da Nixon, che durante la campagna elettorale aveva misteriosamente fatto trapelare la notizia di un suo "piano segreto" sul Vietnam studiato per evitare la sconfitta e raggiungere una pace favorevole; in realtà in quel momento non esisteva alcun piano segreto e solo dopo la sua elezione Nixon avrebbe cominciato ad affrontare concretamente l'esasperante e intricato problema vietnamita.

## La "vietnamizzazione" e le fasi finali

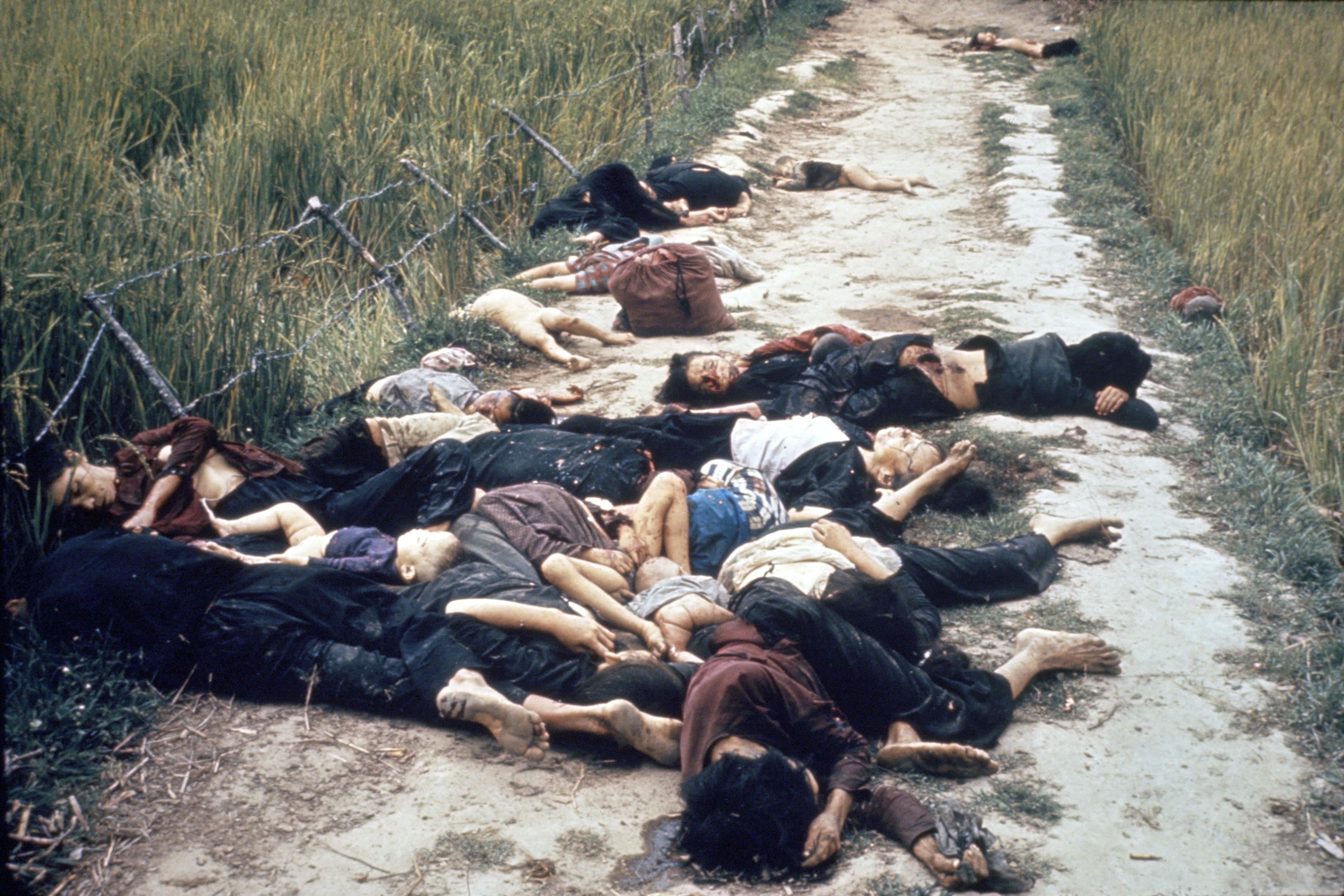
Un'immagine del tragico massacro di My Lai

(Dichiarazione di Richard Nixon, nuovo presidente degli Stati Uniti)
(Henry Kissinger rivolto al suo staff di collaboratori nel settembre 1969)

### La "Dottrina Nixon"
Con la presidenza di Richard Nixon, personalità complessa e contraddittoria, fin dall'inizio venne elaborata ed attuata una nuova strategia globale statunitense - detta "dottrina Nixon" - per la guerra in Indocina, basata su una realistica valutazione della situazione locale e internazionale e su una spregiudicata applicazione di nuovi programmi diretti a evitare in ogni caso la sconfitta finale degli Stati Uniti.
Coadiuvato da abili collaboratori, come Henry Kissinger, consigliere per la sicurezza nazionale, e Melvin Laird, nuovo segretario alla difesa, Nixon accettò in primo luogo l'ormai acquisita impossibilità, per ragioni tattico-operative e di politica interna, di ottenere una vittoria militare e, quindi, ripiegò su una politica pur sempre basata principalmente sulla forza, ma più accorta e segreta, i cui cardini furono:
- l'impiego massiccio e continuato delle forze aeree in bombardamenti segreti[182], quindi non divulgati all'opinione pubblica per non rischiare ulteriori divisioni e proteste, su Laos e Cambogia per intralciare e interdire il rafforzamento nemico nel Vietnam del Sud;
- risparmiare vite dei soldati, rinunciando alle inutili e costose offensive di "ricerca e distruzione" e impegnare, invece, le forze in attacchi mirati su aree particolarmente strategiche e in compiti protettivi per rallentare l'aggressività nemica e dare tempo alle forze sudvietnamite di rafforzarsi[183];
- adottare tattiche di "guerra segreta" e terrorismo interno per individuare e distruggere capillarmente gli elementi Viet Cong e filocomunisti infiltrati al sud (cosiddetto "programma Phoenix"[184]);
- ampliare e potenziare i programmi di pacificazione e di riforma economica nelle campagne sudvietnamite per suscitare il sostegno della popolazione al governo del Vietnam del Sud (incremento e miglioramento delle attività del cosiddetto CORDS (Civil Operations e Rural Development Support), la complessa struttura civile affiancata ai militari fin dal 1967, per sviluppare i piani di riforma politico-economica, guidata da abili funzionari come Robert Komer e William Colby)[185];
- intraprendere un'audace "diplomazia segreta" con la Cina e l'Unione Sovietica, offrendo un miglioramento delle relazioni con gli Stati Uniti in cambio di una sospensione, o almeno una riduzione, dell'appoggio politico militare fornito da questi paesi al Vietnam del Nord (concetto del "vincolo"[186]);
- organizzare sedute segrete di trattative con la controparte nordvietnamita, al di fuori delle infruttuose riunioni plenarie di Ginevra, che si trascinavano da mesi senza risultati[187], in cui le capacità di Henry Kissinger sarebbero state impiegate per costringere finalmente i diplomatici del Vietnam del Nord ad accettare un compromesso[188] (eventualmente con la minaccia di "apocalittiche" ritorsioni militari incluse nella cosiddetta "teoria del pazzo"[177]);
- programmare il lento e graduale ritiro delle forze combattenti dal Vietnam, distribuito su vari anni e accuratamente studiato per dar tempo al Vietnam del Sud di consolidarsi;
- rafforzare con massicce forniture di armi l'esercito del Vietnam del Sud fino a renderlo in grado progressivamente di assumere da solo la condotta delle operazioni e di sostenere saldamente l'"aggressione" (politica della vietnamizzazione del conflitto[189]).

Questo complesso e articolato programma politico-militare venne quindi messo in atto gradualmente a partire dal gennaio 1969, ma venne presto intralciato, e in parte compromesso, da nuove difficoltà impreviste, da improvvise contingenze sul campo, da nuovi ostacoli interni e internazionali, da comportamenti contraddittori dello stesso presidente Nixon e anche da un ulteriore incremento delle proteste pubbliche negli Stati Uniti, che condussero a una crisi interna senza precedenti nella storia della democrazia statunitense nel XX secolo.

### L'estensione della guerra in Laos e Cambogia
Sul campo di battaglia, inizialmente il capace generale Creighton Abrams, nuovo responsabile del MACV al posto di Westmoreland (sostituito nella primavera del 1968), continuò con risultati sconfortanti (battaglia di Hamburger Hill) le grandi operazioni offensive degli anni precedenti; di fronte alle dure perdite subite (in febbraio-marzo 1969) dopo che le forze comuniste intrapresero una nuova offensiva durante il Têt, che inflisse nuove perdite agli statunitensi e diede pretesto all'amministrazione Nixon di dare il via ai bombardamenti segreti sulla Cambogia (operazione Menu). In ottemperanza alle esigenze politico-propagandistiche di Nixon, il generale Abrams, dopo gli incontri di Guam del luglio 1969, dovette quindi adottare la nuova strategia della riduzione degli impegni operativi dei soldati statunitensi e di passaggio a posizioni difensive.

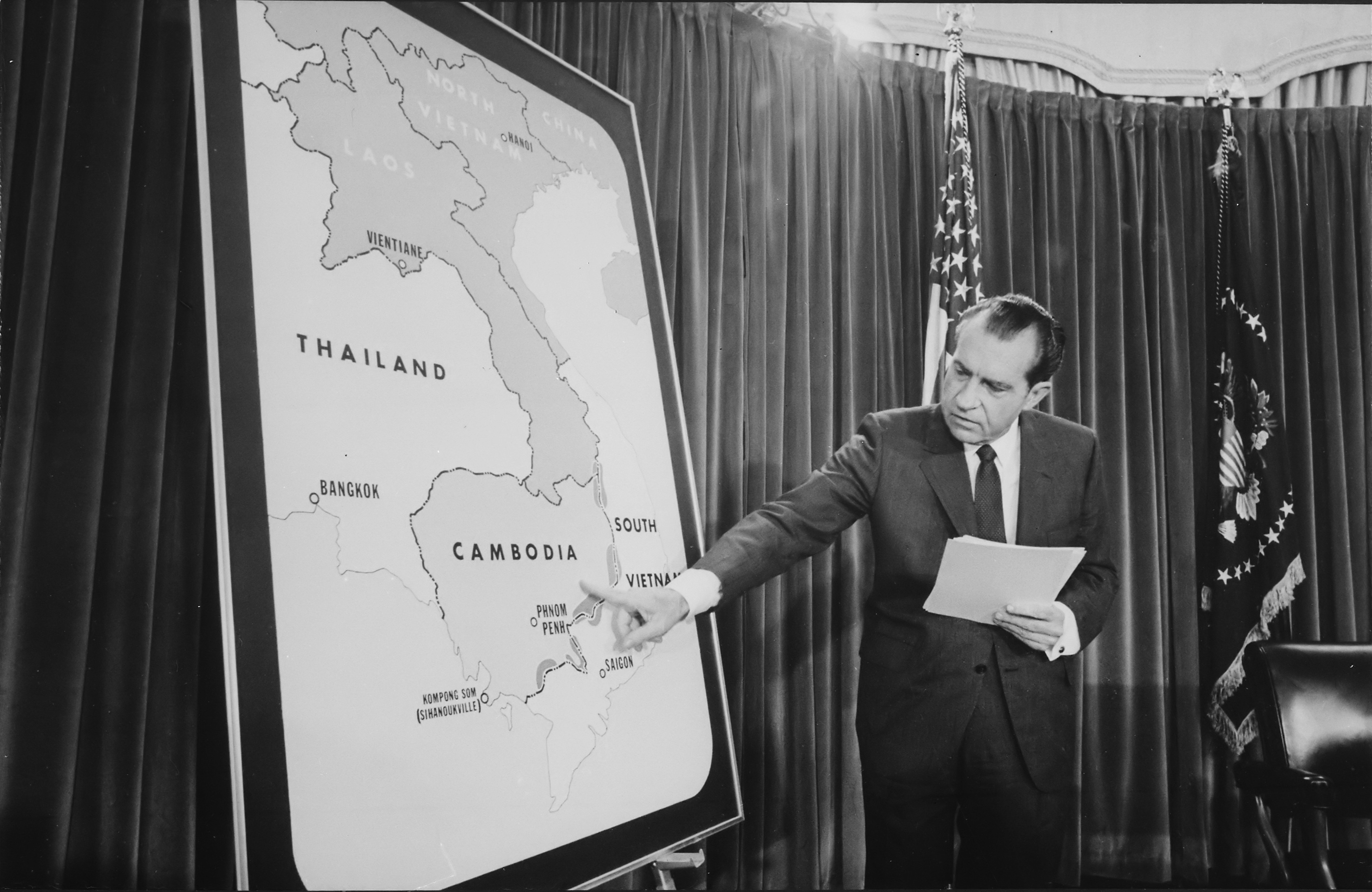
Il presidente Richard Nixon illustra alla stampa lo svolgimento della controversa incursione in Cambogia dell'aprile 1970

Abrams dovette inoltre programmare un ritiro totale delle forze combattenti, scaglionato in 14 fasi su quattro anni (programma One War). Il primo ritiro di 25 000 uomini ebbe inizio nella seconda metà del 1969 e le forze americane si ridussero, quindi, da 543 000 (numero massimo della primavera 1969) a meno di 500 000 alla fine dell'anno.
Nel frattempo, dall'agosto 1969 Kissinger aveva intrapreso i primi colloqui segreti con la controparte nordvietnamita (prima Xuan Thuy e quindi dal febbraio 1970 Lê Đức Thọ); durante gli snervanti e interminabili colloqui Kissinger ebbe modo di apprezzare l'abilità e la tenacia del suo interlocutore, ma anche queste sedute segrete finirono per trascinarsi per anni senza risultati soddisfacenti per gli statunitensi, messi di fronte all'intransigenza nordvietnamita.
Negli Stati Uniti le proteste pubbliche contro la guerra, invece di ridursi come auspicato da Nixon, aumentarono continuamente di fronte alla divulgazione di clamorose notizie riservate sulla guerra (come i cosiddetti Pentagon Papers), alla persistenza dei combattimenti, alla sterilità dei colloqui di pace, alle continue perdite di soldati in un conflitto ormai ritenuto inutile e immorale. Il 15 ottobre e il 15 novembre 1969 si svolsero a Washington le prime gigantesche manifestazioni di protesta contro la guerra (le cosiddette "moratorie").
Nixon, estremamente irritato da questi eventi interni, fece appello in un famoso discorso televisivo alla cosiddetta "maggioranza silenziosa" e riuscì momentaneamente a radunare un certo consenso alla sua politica di lenta ricerca di soluzioni politico-militari soddisfacenti per la potenza statunitense, ma ulteriori complicazioni in Cambogia e Laos produssero un'inaspettata nuova escalation sul campo di battaglia e di conseguenza nuove tragiche esplosioni di proteste pubbliche negli Stati Uniti. Di fronte all'instabilità politica in Cambogia dopo la destituzione del sovrano Norodom Sihanouk e l'assunzione del potere del generale Lon Nol, Nixon, in accordo con Kissinger e sollecitato anche da Abrams e altri consiglieri militari a dare una dimostrazione di potenza militare per confortare il debole e corrotto governo sudvietnamita di Van Thieu, decise di mostrare la determinazione americana nell'ottenere risultati militari decisivi con la distruzione delle strutture di comando e logistiche nemiche al riparo nel vicino paese confinante, venendo allo scoperto e, a partire dal 30 aprile 1970, cominciò a rendere pubblici alcuni interventi fatti in Cambogia, in relazione alla guerra civile che stava iniziando in quello Stato asiatico, e nell'altro paese confinante attraversato dal Sentiero di Ho Chi Minh, il Laos, dove la guerra civile si stava combattendo già da tempo e coinvolgeva dal 1965 l'aviazione statunitense.

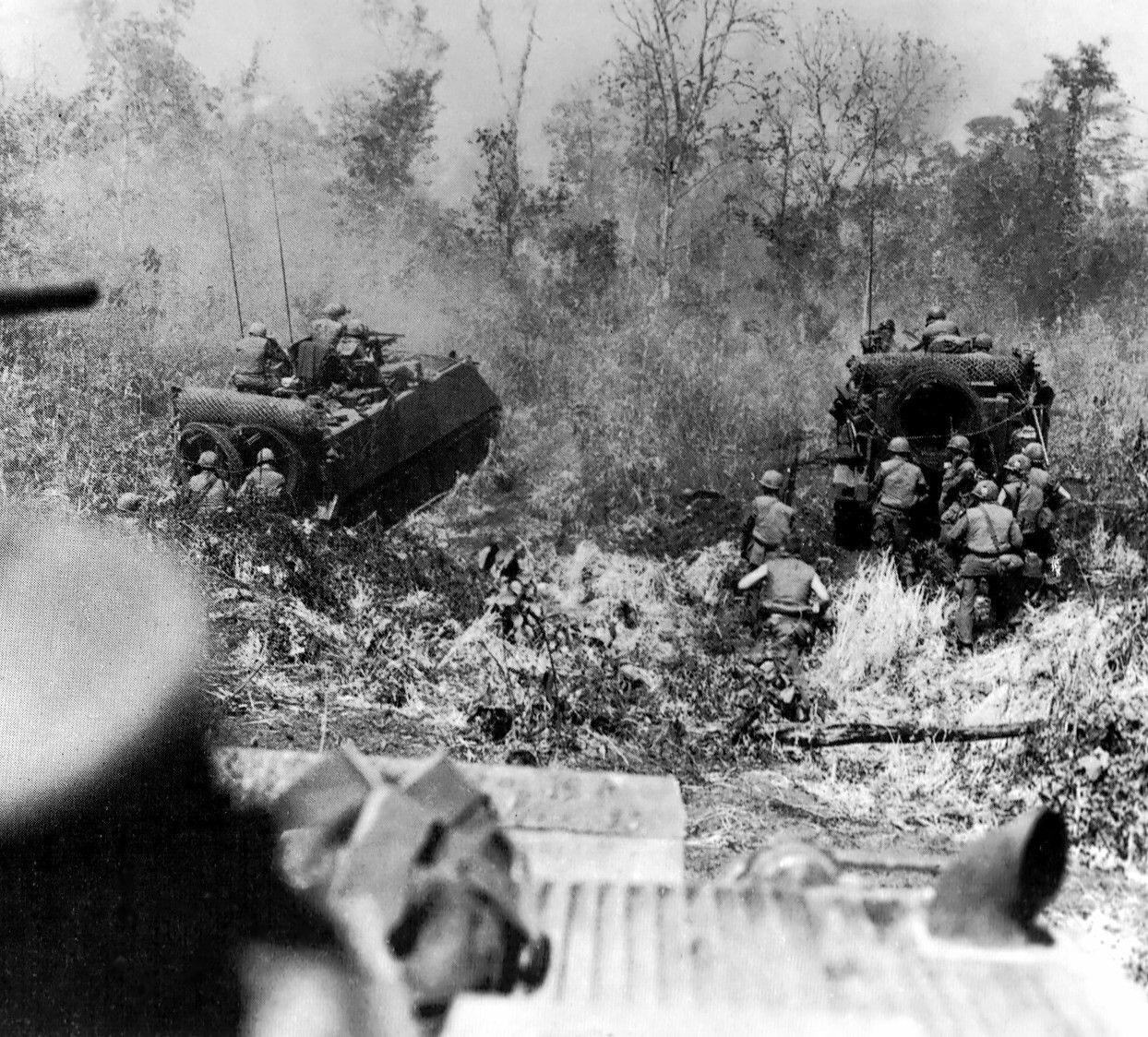
Veicoli corazzati del tipo M113 in azione

I risultati sul campo furono in apparenza soddisfacenti, ma come sempre del tutto transitori (anche se forse rallentarono per qualche mese il rafforzamento nemico al confine con il Vietnam del Sud). In realtà le incursioni contribuirono ad indebolire ulteriormente il fragile paese cambogiano, indussero i nordvietnamiti a rafforzare il loro impegno diretto nella regione e forse innescarono anche la sollevazione dei Khmer rossi. Nell'immediato l'inaspettato incremento delle operazioni attive statunitensi, dopo tante assicurazioni pubbliche su ritiri e vietnamizzazioni, fece esplodere proteste senza precedenti negli Stati Uniti, culminate tragicamente il 4 maggio 1970 dai sanguinosi incidenti alla Kent State University.
La venuta alla luce, fin dal 1969, del caso della strage di civili di My Lai da parte dei soldati guidati dal tenente William Calley, un capoplotone in Vietnam, rinfocolò le polemiche sulla legittimità della guerra e sul comportamento e la saldezza morale dei soldati statunitensi. Di fronte a questi eventi Nixon dovette rapidamente sospendere le operazioni attive in Cambogia, presentare nuove e confuse proposte di "cessate il fuoco con tregua" e, soprattutto, incrementare massicciamente il ritiro delle proprie forze (scese a 280 000 uomini alla fine del 1970). Peraltro in questa fase si assistette a una notevole caduta del morale e della disciplina tra le forze combattenti statunitensi ancora presenti in Vietnam: senza prospettive concrete di vittoria, con nuovi impegni operativi, con continue perdite (negli anni di Nixon morirono oltre 21 000 soldati statunitensi, circa il 40% del totale di tutta la guerra) e alcuni sanguinosi scacchi (battaglie delle basi di fuoco Ripcord e Mary Ann), i soldati americani mostrarono atteggiamenti di opposizione alla guerra e di frustrazione che ne ridussero la combattività, imponendo un'accelerazione del ritiro nonostante l'insoddisfacente rafforzamento dell'esercito sudvietnamita.

### Il ritiro delle forze statunitensi e l'offensiva di Pasqua
In realtà la politica della vietnamizzazione, nel corso dei vari anni, non era stata del tutto priva di risultati positivi: grazie al successo del programma Phoenix e all'indebolimento delle strutture Viet Cong nelle campagne, la sicurezza nei villaggi e il consenso nei confronti del governo di Saigon erano aumentati in modo significativo; i programmi di sviluppo economico ottennero un certo successo (nonostante la persistente corruzione del governo sudvietnamita) e le forze statunitensi poterono essere ridotte senza provocare un crollo immediato del Vietnam del Sud. Anche le forze comuniste avevano subito grosse perdite e rallentarono i loro attacchi in attesa dei necessari rafforzamenti.

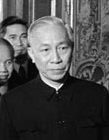
Lê Đức Thọ, responsabile politico della guerra in Vietnam del Sud e principale negoziatore a Parigi

Infine, l'audace diplomazia segreta di Nixon e Kissinger con Mosca e Pechino del 1971 e 1972 ottenne alcuni eccellenti risultati propagandistici ed effettivamente allentò il sostegno di questi due paesi, desiderosi di un riavvicinamento con gli Stati Uniti, al Vietnam del Nord: quest'ultimo, tuttavia, guidato dopo la morte di Ho Chi Minh il 3 settembre 1969 da capi intransigenti come Lê Duẩn e Phạm Văn Đồng, mantenne la sua indipendenza strategica e persistette nei suoi obiettivi politici generali, indipendentemente dalle sollecitazioni alla moderazione cinesi o sovietiche.
Nonostante questi successi della politica di Nixon, la fallimentare offensiva in Laos sferrata nel febbraio 1971 dall'esercito sudvietnamita (senza appoggio diretto statunitense, in conseguenza delle limitazioni stabilite dal Congresso dopo gli eventi cambogiani dell'anno prima), considerata una prova dello sbandierato successo della vietnamizzazione e conclusasi con una disastrosa ritirata, dimostrò ancora una volta la fragilità della situazione e il ruolo sempre determinante del sostegno militare americano (in questa fase in costante decremento: alla fine del 1971 le truppe statunitensi in Vietnam scesero a 140 000 uomini).
Il sostegno dell'aviazione statunitense fu ancora decisivo nella primavera 1972, quando l'esercito nordvietnamita sferrò una grande offensiva generale sperando di provocare il crollo definitivo del regime di Saigon e di costringere i loro alleati a cedere; l'offensiva di Pasqua terminò, dopo alcuni duri combattimenti, con un fallimento complessivo nordvietnamita. Il governo sudvietnamita non crollò e l'esercito si batté coraggiosamente, supportato da un impiego senza precedenti dell'USAF. Nixon, timoroso di un cedimento generale, decise di riprendere i bombardamenti sul Vietnam del Nord, interrotti da Johnson fin dal novembre 1968: le incursioni Linebacker di USAF e US Navy, lanciate a partire dall'8 maggio 1972, furono molto pesanti e indebolirono certamente le forze nemiche; anche il porto di Haiphong venne minato. L'offensiva di Pasqua si concluse quindi con un insuccesso nordvietnamita e Nixon e Kissinger poterono riprendere i loro sforzi, nei colloqui con i diplomatici nordvietnamiti, alla ricerca di un accordo onorevole per raggiungere la "pace con onore".

### La tregua del 1972, la caduta di Saigon e la fine della guerra

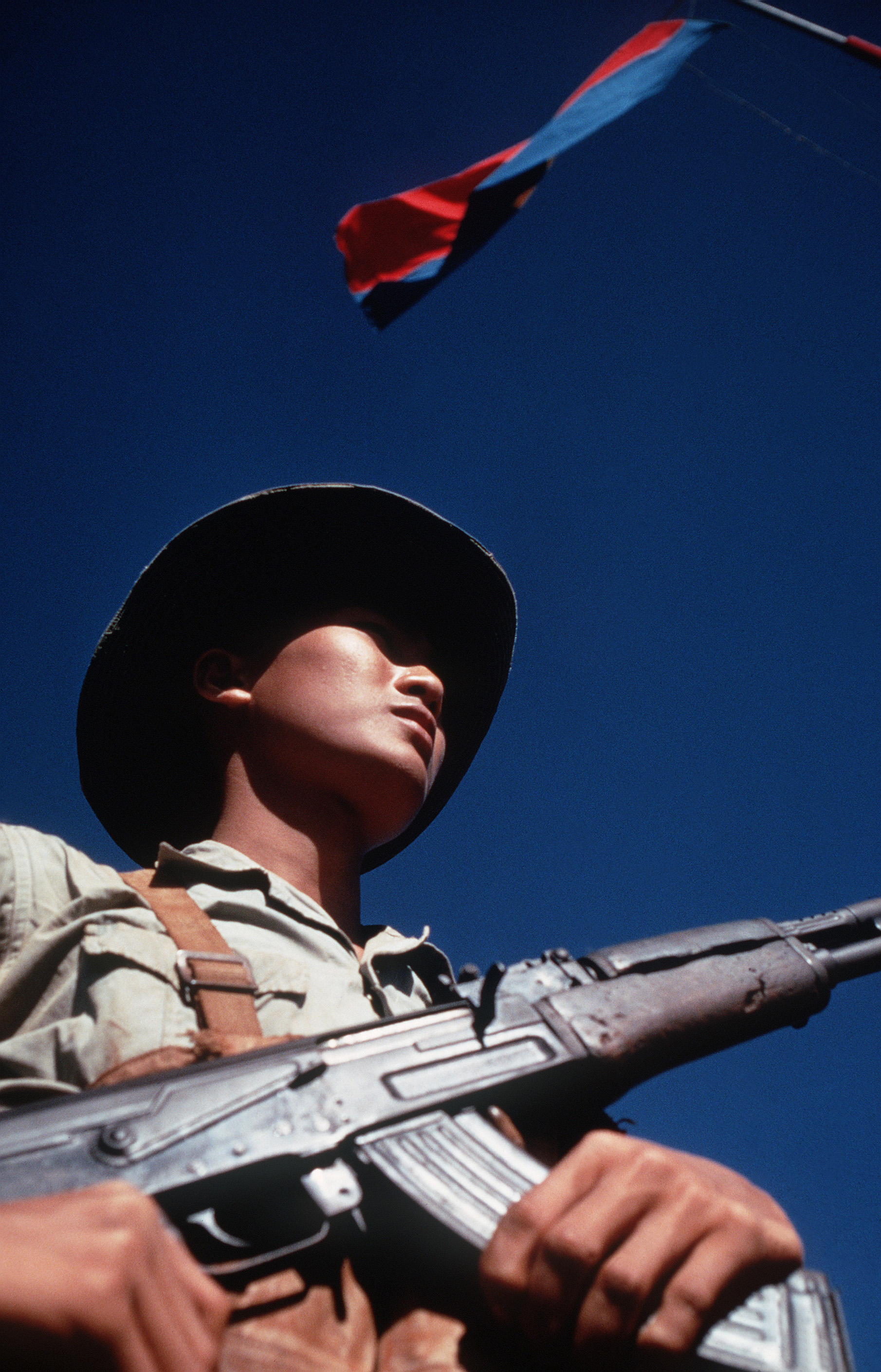
Guerrigliero Viet Cong armato di AK-47 nel 1973, durante i lavori della Four Power Joint Military Commission

Le ultime fasi dei colloqui di pace furono particolarmente confuse: Kissinger finì per accettare la maggior parte delle richieste nordvietnamite (soprattutto accettò il cruciale mantenimento delle forze regolari nordvietnamite presenti al sud, al contrario del previsto ritiro totale statunitense); Van Thieu si oppose strenuamente a questo tipo di accordo, considerato la premessa della catastrofe.
A ottobre 1972 l'accordo di pace sembrò imminente: Kissinger parlò di "pace a portata di mano" e queste notizie confortanti contribuirono alla schiacciante vittoria elettorale di Nixon nelle elezioni presidenziali del novembre 1972 contro il candidato pacifista democratico George McGovern.

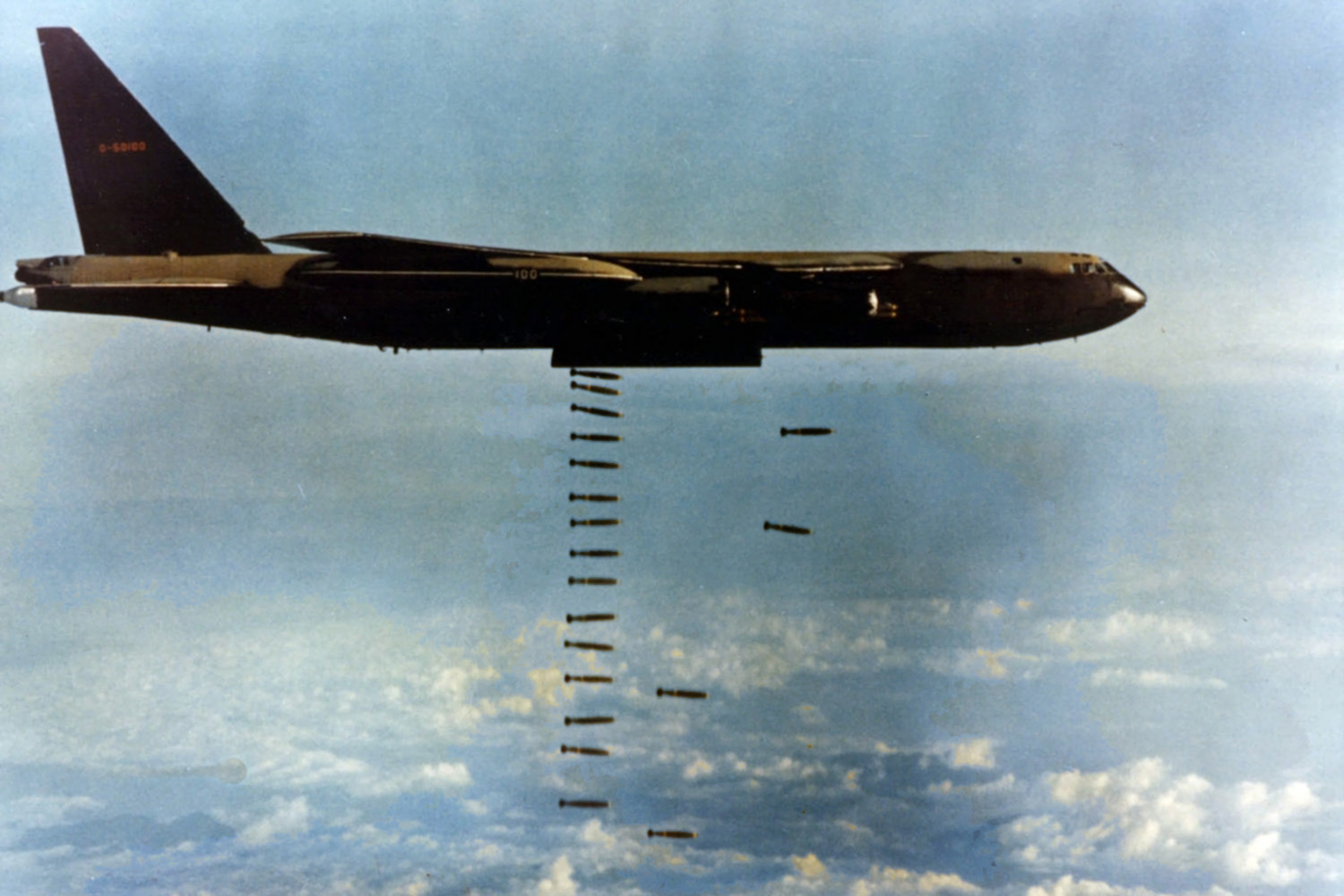
Un bombardiere pesante B-52 impegnato nei bombardamenti sul Vietnam del Nord durante l'Operazione Linebacker II

In realtà la situazione si complicò nuovamente alla fine dell'anno: i colloqui furono interrotti di nuovo a causa dell'intransigenza di Le Duc Tho e anche dell'ostruzionismo di Van Thieu; nel tentativo di sbloccare drammaticamente la situazione, di dare un'ultima dimostrazione di forza militare e di rafforzare psicologicamente il regime di Saigon, Nixon decise il 18 dicembre 1972 di sferrare nuovi duri bombardamenti sul Vietnam del Nord con l'impiego in massa dei B-52. I "bombardamenti di Natale" durarono undici giorni, soprattutto su Hanoi e Haiphong, e apparentemente indussero il Vietnam del Nord a ritornare al tavolo dei negoziati e accettare il compromesso. A gennaio 1973 l'accordo era ormai in vista, i bombardamenti erano stati interrotti il 30 dicembre 1972; i soldati statunitensi ancora presenti in Vietnam erano scesi a meno di 50 000 uomini. La guerra terminò infine nel 1975 con la conquista di Saigon da parte dell'esercito del Vietnam del Nord, immediatamente preceduta dall'evacuazione dei civili statunitensi ancora presenti nella capitale del Vietnam del Sud.

### Gli accordi di Parigi e la fine della guerra
(Dichiarazione di Richard Nixon, presidente degli Stati Uniti, dopo la firma degli accordi di pace di Parigi nel gennaio 1973)
(Frase pronunciata dal primo ministro del Vietnam del Nord Phạm Văn Đồng a una riunione del governo di Hanoi nel gennaio 1975)

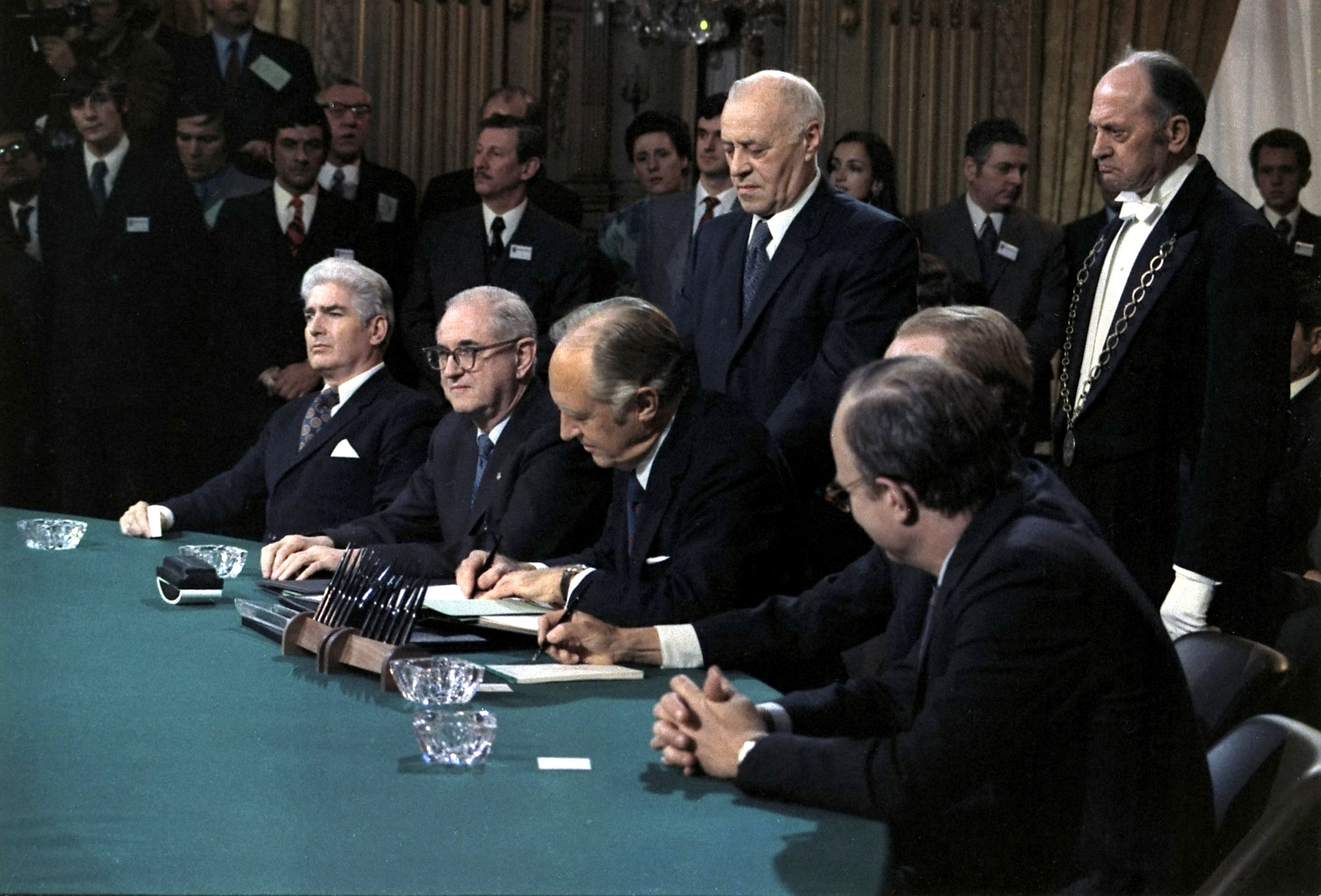
La firma degli accordi di pace di Parigi

L'amministrazione governativa americana aveva cercato di ritrarre le ostilità come una guerra di difesa democratica, inquadrata nell'ambito della guerra fredda, contro le forze dell'esercito nordvietnamita e le loro "creature" rivoltose, mentre i dirigenti nordvietnamiti propagandavano il conflitto come uno scontro patriottico di insorti sudvietnamiti del Fronte Nazionale di Liberazione, considerato una guerra d'indipendenza, contro gli alleati "fantoccio" dell'amministrazione statunitense. Queste contrapposte dichiarazioni propagandistiche vennero sfruttate nei primi colloqui di pace, nei quali il dibattito ruotò per oltre tre mesi - fino al 16 gennaio 1969 - attorno alla "forma del tavolo delle trattative", nel quale ognuna delle parti cercava di rappresentare se stessa come entità distinta pienamente legittima opposta a una singola potenza contornata da governi "fantoccio". Gli accordi di pace di Parigi vennero infine firmati il 27 gennaio 1973, ponendo quindi ufficialmente termine all'intervento statunitense nel conflitto del Vietnam. Il primo prigioniero di guerra statunitense venne rilasciato l'11 febbraio e il ritiro totale americano venne completato entro il 29 marzo; il MACV (comandato dal 1972 dal generale Frederick Weyand) venne sciolto e sostituto con un modesto ufficio dipendente dall'ambasciata americana a Saigon. Al contrario, secondo gli accordi, le forze dell'esercito nordvietnamita già presenti in Vietnam del Sud poterono rimanere sul campo, inserendo in questo modo un elemento di debolezza e di fragilità strutturale nelle possibilità concrete di sopravvivenza del regime filoamericano di Van Thieu.
In realtà Nixon aveva assicurato ripetutamente il massiccio sostegno militare a Saigon in caso di una rottura degli accordi e di una nuova aggressione delle forze comuniste, ma poi concretamente le circostanze della politica statunitense vanificarono qualsiasi promessa ed influirono sugli sviluppi finali della guerra del Vietnam: in primo luogo il Congresso votò contro ogni ulteriore sovvenzionamento dell'azione militare nella regione e a favore di una limitazione dei poteri del presidente di intraprendere avventure militari all'estero; in secondo luogo, soprattutto, Nixon stava ormai lottando disperatamente per la sua sopravvivenza politica e morale, di fronte al continuo aggravarsi dello scandalo Watergate. Di conseguenza il sostegno statunitense e i promessi aiuti non si materializzarono mai se non in piccola parte, cosicché il governo di Saigon, sempre più fragile e instabile, venne progressivamente abbandonato al suo destino.

## Le conseguenze

### La campagna di Ho Chi Minh e l'unificazione del Vietnam
Anche se limitati aiuti economici continuarono ad arrivare, la maggior parte venne dissipata da elementi corrotti del governo della Repubblica del Vietnam, e poco venne effettivamente impiegato per rafforzare il dispositivo militare del Vietnam del Sud. Il Congresso statunitense, alla fine, votò un taglio totale di tutti gli aiuti, a partire dall'inizio dell'anno fiscale 1975-76 (1º luglio 1975). Allo stesso tempo gli aiuti militari al Vietnam del Nord da parte di Unione Sovietica e Cina furono invece incrementati, di fronte all'indebolimento politico di Nixon e agli sviluppi della situazione complessiva ormai chiaramente favorevoli alle forze comuniste.

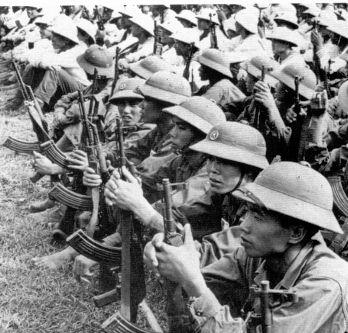
Soldati regolari dell'esercito norvietnamita durante la vittoriosa campagna del 1975

All'inizio del 1975 il Vietnam del Nord, dopo alcune discussioni tra i vari dirigenti politico-militari sui tempi e la modalità dell'attacco e su sollecitazione soprattutto del comandante Tran Van Tra, scatenò l'offensiva finale venendo meno agli accordi di Parigi e invase il sud (campagna di Ho Chi Minh); l'esercito sudvietnamita si disgregò e, nonostante un'ultima coraggiosa resistenza a Xuan Loc, crollò di fronte alle superiori forze nordvietnamite, comandate dal generale Văn Tiến Dũng. Dopo un'avanzata trionfale, scarsamente contrastata e la fuga in massa della popolazione, l'esercito nordvietnamita circondò la capitale con un imponente schieramento di forze ed entrò a Saigon il 30 aprile 1975 (caduta di Saigon); i soldati di Hanoi issarono la bandiera Viet Cong sul famoso palazzo presidenziale nel centro cittadino (definito dalla propaganda comunista per tanti anni "palazzo del presidente fantoccio", attualmente denominato "palazzo della riunificazione").
Il personale statunitense ancora presente nella capitale venne evacuato con una disperata operazione di salvataggio con elicotteri; in precedenza il nuovo presidente Gerald Ford aveva pubblicamente dichiarato il disinteresse statunitense per le nuove e drammatiche vicende belliche. La guerra del Vietnam si concluse quindi con la vittoria totale delle forze comuniste in tutta la regione indocinese e con il completo fallimento politico e militare americano.
Il Vietnam del Sud fu annesso al Vietnam del Nord il 2 luglio 1976, per formare la Repubblica Socialista del Vietnam; Saigon venne ribattezzata Ho Chi Minh, in onore dell'ex presidente nordvietnamita. Centinaia di sostenitori del governo sudvietnamita vennero arrestati e giustiziati: si stima che almeno un milione di vietnamiti vennero spediti in campi di "rieducazione", dove trovarono la morte circa 165 000 persone, e altre migliaia furono violentate, torturate e brutalmente uccise; negli anni seguenti più di due milioni di vietnamiti cercarono di abbandonare il paese via mare su imbarcazioni di fortuna e durante la fuga trovarono la morte un gran numero di persone con stime che vanno dalle 30 000 alle 250 000.

### I riflessi nella società e nella politica negli USA
Naturalmente l'esito del conflitto intaccò la reputazione degli Stati Uniti come prima superpotenza mondiale. Le massicce perdite americane, la mancanza di una vittoria decisiva e un'efficace propaganda disfattista da parte di contestatori politicizzati crearono un grande disgusto dell'opinione pubblica nei confronti dell'interventismo armato per contenere l'espansionismo sovietico-comunista. Politicamente, l'insufficiente pianificazione della guerra, la confusione delle direttive e della catena di comando e, soprattutto, la discrezione del potere esecutivo presidenziale, portarono il congresso degli Stati Uniti d'America a rivedere il modo in cui gli Stati Uniti possono dichiarare guerra. A causa degli sviluppi della guerra del Vietnam, il Congresso promulgò la risoluzione sui poteri di guerra (7 novembre 1973), che ridusse la capacità del presidente di impegnare truppe in azione senza aver prima ottenuto l'approvazione del Congresso stesso. Dal punto di vista sociale, la guerra mutò sensibilmente il pensiero di molti giovani statunitensi, dimostranti e soldati bilateralmente, mutando le loro opinioni riguardo alla politica estera adottata dal governo e la moralità del conflitto. Infine la guerra del Vietnam dimostrò come l'opinione pubblica potesse influenzare la politica del governo, attraverso la mobilitazione e la protesta; un esempio di ciò fu l'abolizione della leva obbligatoria a partire dal 1973. Il 21 gennaio 1977 il nuovo presidente statunitense Jimmy Carter, continuando la sua politica di riconciliazione nazionale, graziò praticamente tutti quelli che si erano sottratti alla coscrizione per la guerra.
La guerra e le sue conseguenze portarono a una massiccia emigrazione dal Vietnam verso gli Stati Uniti. Questa comprendeva sia i figli di soldati americani e giovani donne sudvietnamite sia i rifugiati vietnamiti, che scapparono subito dopo la presa del potere da parte dei comunisti. Durante l'anno successivo, più di un milione di queste persone arrivò negli Stati Uniti. Nel 1982 iniziò la costruzione del memoriale dei Veterani del Vietnam (conosciuto anche come "il muro"), situato al Mall di Washington adiacente al Lincoln Memorial. Si tratta di una lastra di pietra nera lucida parzialmente interrata su un pendio su cui sono incisi i nomi di tutti i caduti della guerra; semplice e austera, simboleggia la tragedia del Vietnam.
Aver prestato servizio nella guerra, anche se inizialmente impopolare, divenne presto fonte di rispetto, anche se il conflitto in sé rimane oggetto di un'ampia variabilità di opinioni; durante e dopo il conflitto il cinema statunitense produsse un gran numero di film sulla guerra del Vietnam, e molti politici statunitensi sfruttarono gli anni di servizio nelle loro campagne elettorali, come fece John McCain, ex prigioniero di guerra del Vietnam, nella sua corsa al Senato, mentre il fatto che i presidenti Bill Clinton e George W. Bush avessero evitato il servizio militare in Vietnam giocò a sfavore degli stessi durante le rispettive campagne elettorali. Dopo essere entrato in carica, Bill Clinton annunciò il desiderio di normalizzare le relazioni con il Vietnam. La sua amministrazione tolse le sanzioni economiche alla nazione nel 1994 e nel maggio del 1995 i due stati riallacciarono le relazioni diplomatiche, con gli Stati Uniti che aprirono un'ambasciata sul suolo vietnamita per la prima volta dal 1975.

### I risarcimenti
Sono stati erogati anche aiuti economici per i rifugiati vietnamiti, i figli dei soldati statunitensi nati in Vietnam e i colpiti dall'agente Orange. I reduci che parteciparono alla guerra in Vietnam ricettevero un risarcimento di 180 milioni di dollari nel 1984. La Croce Rossa vietnamita ha registrato circa un milione di persone disabili a seguito della esposizione all'agente Orange e, secondo alcune stime, si calcolano circa 2 milioni di persone affette da problemi di salute derivanti dalle tossine irrorate sul territorio.
Al 2015 non era ancora stato stanziato un risarcimento per i danni di guerra ai contadini cambogiani, laotiani e vietnamiti.

## Le cause della sconfitta statunitense

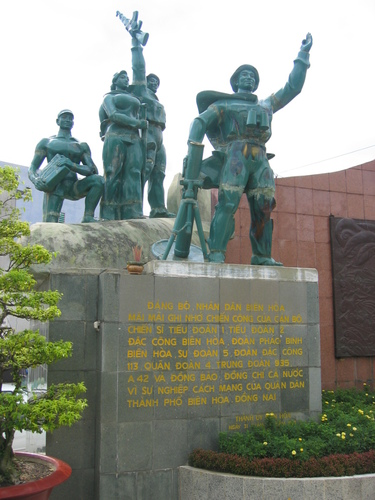
Il monumento vietnamita a Biên Hòa in ricordo della vittoria nella guerra del Vietnam

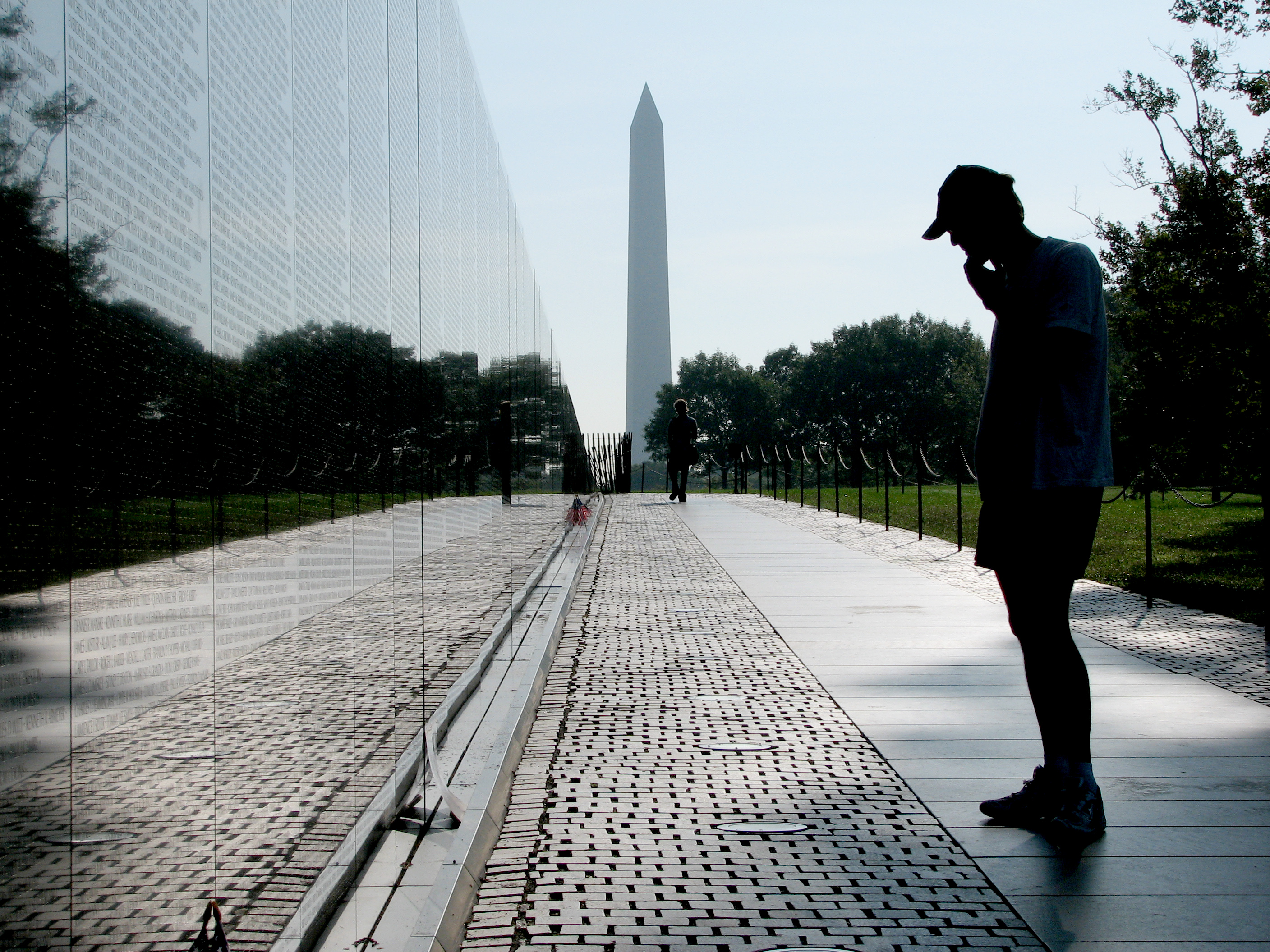
Un visitatore al Vietnam Veterans Memorial a Washington

La guerra del Vietnam ebbe importanti ripercussioni a lungo termine sulla società statunitense, sulla sua politica estera e sugli equilibri geopolitici mondiali. In primo luogo, la guerra fu la prima significativa sconfitta militare degli Stati Uniti. Le cause della sconfitta vanno ricercate fondamentalmente:
- nella capacità di resistere alla pressione militare statunitense da parte della dirigenza e della popolazione del Vietnam del Nord[102];
- nella combattività e solidità dei Viet Cong e dei soldati regolari nordvietnamiti, in grado di infliggere continue e crescenti perdite al nemico[254];
- nel fallimento dei piani di pacificazione e sviluppo economico nel Vietnam del Sud (conseguenza anche dell'inefficienza e della corruzione della dirigenza politica filostatunitense)[255];
- nell'abile uso, da parte della dirigenza nordvietnamita, del nazionalismo per sostenere il morale e continuare una guerra che poteva apparire senza fine e persa in partenza contro una superpotenza straniera[256];
- nelle ripercussioni interne alla società americana provocate dal falso ottimismo di generali e politici, dalle ingenti perdite e dalle incerte prospettive della lotta[257];
- negli errori di strategia e di tattica dei comandi militari, in parte conseguenza anche di esigenze di politica internazionale[258]; in particolare il colonnello statunitense Harry G. Summers ha affermato che le truppe americane, invece di esaurirsi nelle costose, logoranti e inefficaci operazioni di "ricerca e distruzione", avrebbero dovuto penetrare fin dal 1965 nella zona smilitarizzata e quindi avanzare in Laos fino al confine thailandese sul delta del fiume Mekong, bloccando in questo modo le vie di infiltrazione delle formazioni nord-vietnamite[259].
- Il Generale Herbert Norman Schwarzkopf, veterano con due lunghe esperienze in Vietnam e vincitore a Grenada nel 1983 e della Prima Guerra del Golfo nel 1991, ritiene che le cause della sconfitta americana nel Vietnam siano da attribuirsi alla mancata promessa di aiutare i sudvietnamiti quando l'America aveva loro fornito armi ed equipaggiamento affidando la guerra nelle loro mani, ma dopo le dimissioni di Nixon il Congresso aveva tagliato il flusso delle munizioni e dei pezzi di ricambio condannando in tal modo i sudvietnamiti alla sconfitta.[260]

## Vittime

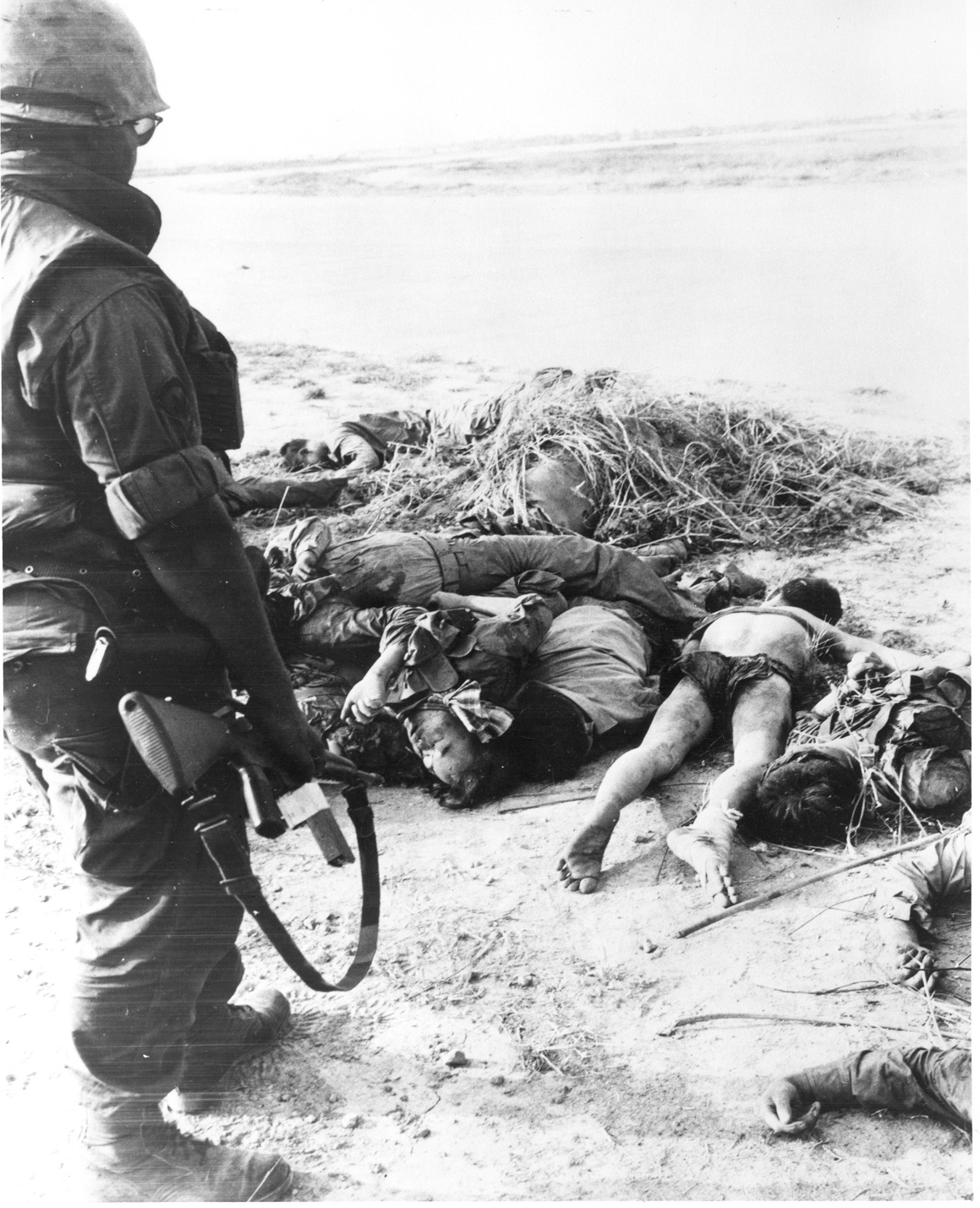
Caduti Viet Cong

Stimare il numero di vittime del conflitto è risultato difficile, poiché le registrazioni ufficiali sono inesistenti per mancanza di anagrafe civile; inoltre ancora oggi si verificano tragici incidenti a causa degli innumerevoli ordigni inesplosi, in particolare dalle bombe a grappolo. Gli effetti sull'ambiente prodotti dagli agenti chimici (come l'agente arancio) e i grandi problemi sociali causati da una nazione devastata hanno sicuramente prodotto la perdita di ulteriori vite.
La più bassa stima delle vittime, basata su dichiarazioni nordvietnamite che vengono ora scartate dal Vietnam stesso, è di circa 1,5 milioni di vietnamiti uccisi. Il Vietnam ha rilasciato delle cifre il 3 aprile 1995, che parlano di un milione di combattenti vietnamiti e 2 milioni di civili uccisi durante la guerra, ma si tratta di una stima, almeno per quanto riguarda i civili, morti anche per malattie, fame e persecuzioni politiche attuate dal Regime del Nord (l'attuale Vietnam). Da parte degli americani, 58226 vennero uccisi in azione o classificati come dispersi in combattimento. Altri 303704 soldati vennero feriti. L'esercito degli Stati Uniti ebbe la maggior parte delle perdite, con 38216 morti, il corpo dei Marines soffrì 14840 morti, la marina 2556 morti, mentre l'aviazione subì le perdite più basse in termini di percentuale sulle forze impiegate, con 2585 morti.
Anche gli alleati degli Stati Uniti subirono perdite. La Corea del Sud perse oltre 5 000 uomini con 10 000 feriti. L'Australia perse oltre 500 uomini ed ebbe 2400 feriti su un totale di 47 000 soldati dispiegati in Vietnam. La Nuova Zelanda ebbe 38 morti e 187 feriti. La Thailandia ebbe 351 vittime e le Filippine 9. Anche se il Canada non fu coinvolto nella guerra, decine di migliaia di canadesi si arruolarono nell'esercito statunitense e prestarono servizio in Vietnam: tra i morti statunitensi ci sono almeno 56 cittadini canadesi.

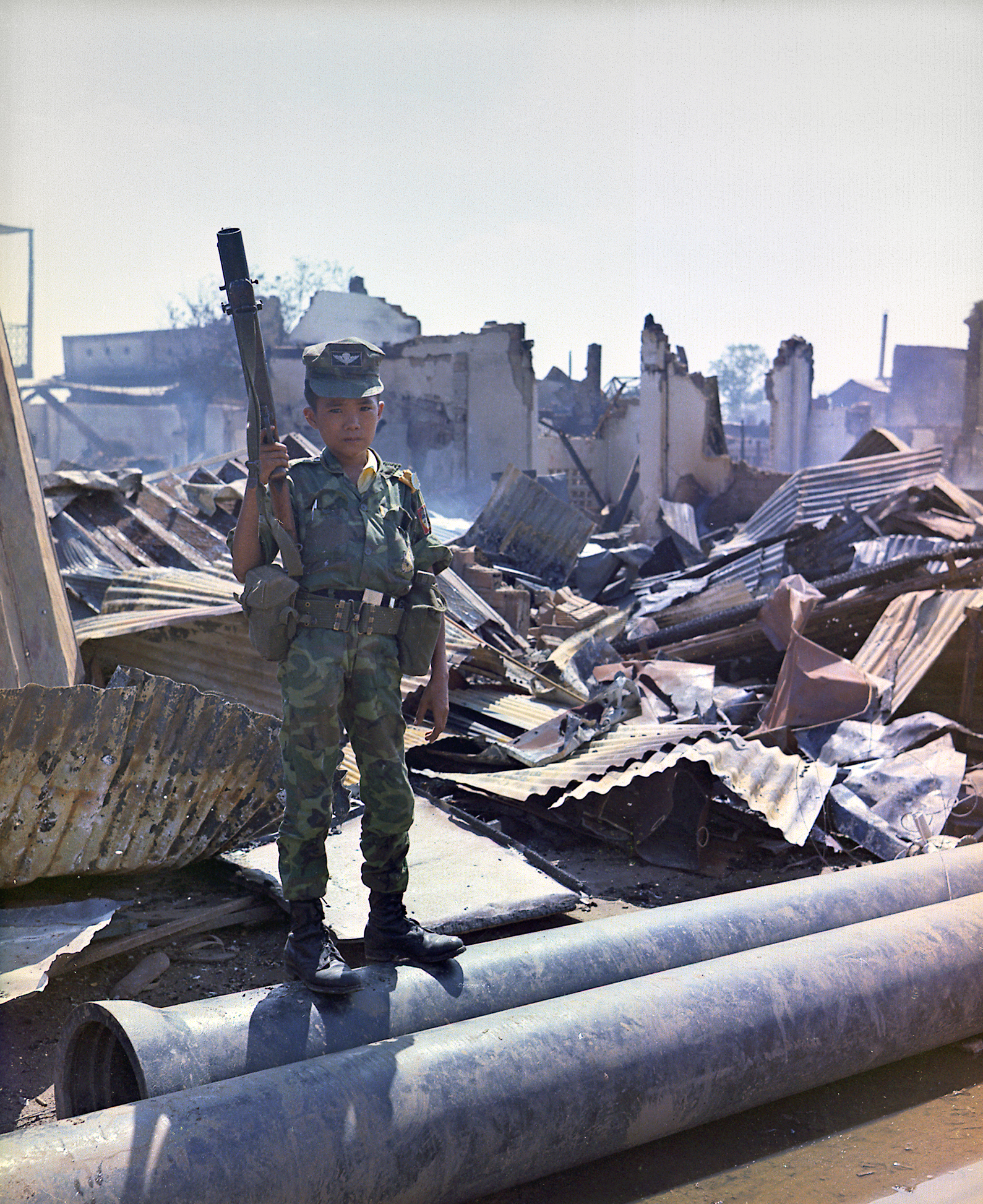
Soldato bambino sud-vietnamita armato di lanciagranate di costruzione statunitense

Sia durante sia dopo la guerra si ebbero significative violazioni dei diritti umani. Sia i nordvietnamiti sia i sudvietnamiti detenevano molti prigionieri politici, molti dei quali vennero uccisi o torturati. Dopo la guerra le azioni intraprese dai vincitori in Vietnam, compresi plotoni d'esecuzione, campi di concentramento e "rieducazione" portarono all'esodo di centinaia di migliaia di vietnamiti: molti di questi rifugiati scapparono con barche, facendo nascere la locuzione boat people. Queste persone emigrarono verso Hong Kong, Francia, Stati Uniti, Canada e altre nazioni creando comunità di espatriati di dimensioni considerevoli, soprattutto negli USA.
Tra le molte vittime della guerra ci furono anche le persone che vivevano nella confinante Cambogia. I Khmer rossi, nazionalisti e comunisti, presero il potere in conseguenza della guerra e continuarono a massacrare i loro oppositori (reali o presunti). Circa 1,7 milioni di cambogiani vennero assassinati o caddero vittime dell'inedia e delle malattie, prima che il regime venisse rovesciato dalle forze vietnamite nel 1979. Molti effetti dell'animosità e del rancore generati durante la guerra del Vietnam sono sentiti ancora oggi, tra coloro che vissero in quell'epoca tragica per la storia degli Stati Uniti e dell'Indocina.

## I costi del conflitto
I costi della guerra per i contribuenti statunitensi furono:
- 1965 -1972: 132,7 miliardi di dollari statunitensi, già preventivati nel costo per la guerra in Vietnam;
- 1953 -1975: 28,5 miliardi di dollari di aiuti militari ed economici al governo di Saigon, 2,4 miliardi di dollari di aiuti militari ed economici al governo laotiano e 2,2 miliardi di dollari di aiuti militari ed economici al governo cambogiano;
- 1949 -1952: 0,3 miliardi di dollari di aiuti per lo sforzo della guerra al governo francese.

Globalmente il costo diretto della guerra, secondo un calcolo ufficiale, ammontò a 165 miliardi di dollari.